# 刑罰の一覧
刑罰の一覧（けいばつのいちらん）は、古今東西の刑罰を集め一覧としたものである。「刑罰」も参照のこと。

## 死刑（死罪、しざい）
死刑は、受刑者を死亡させる刑罰である。方法としては、以下のものがある。

### 頚部血流を阻害する方法

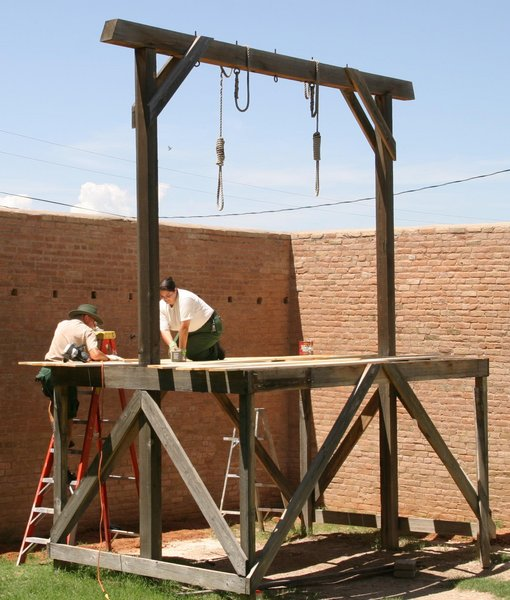
絞首台

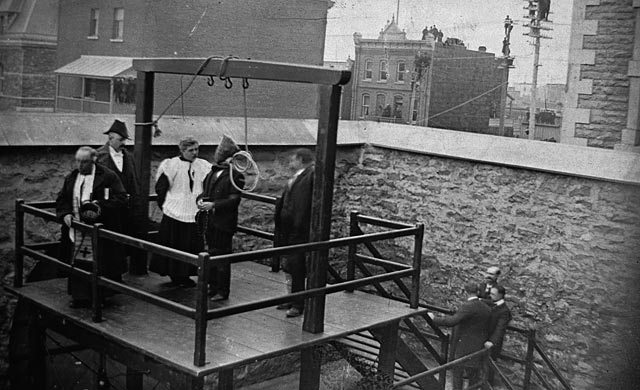
カナダ、ケベックでの最後の公開絞首刑（1902年）

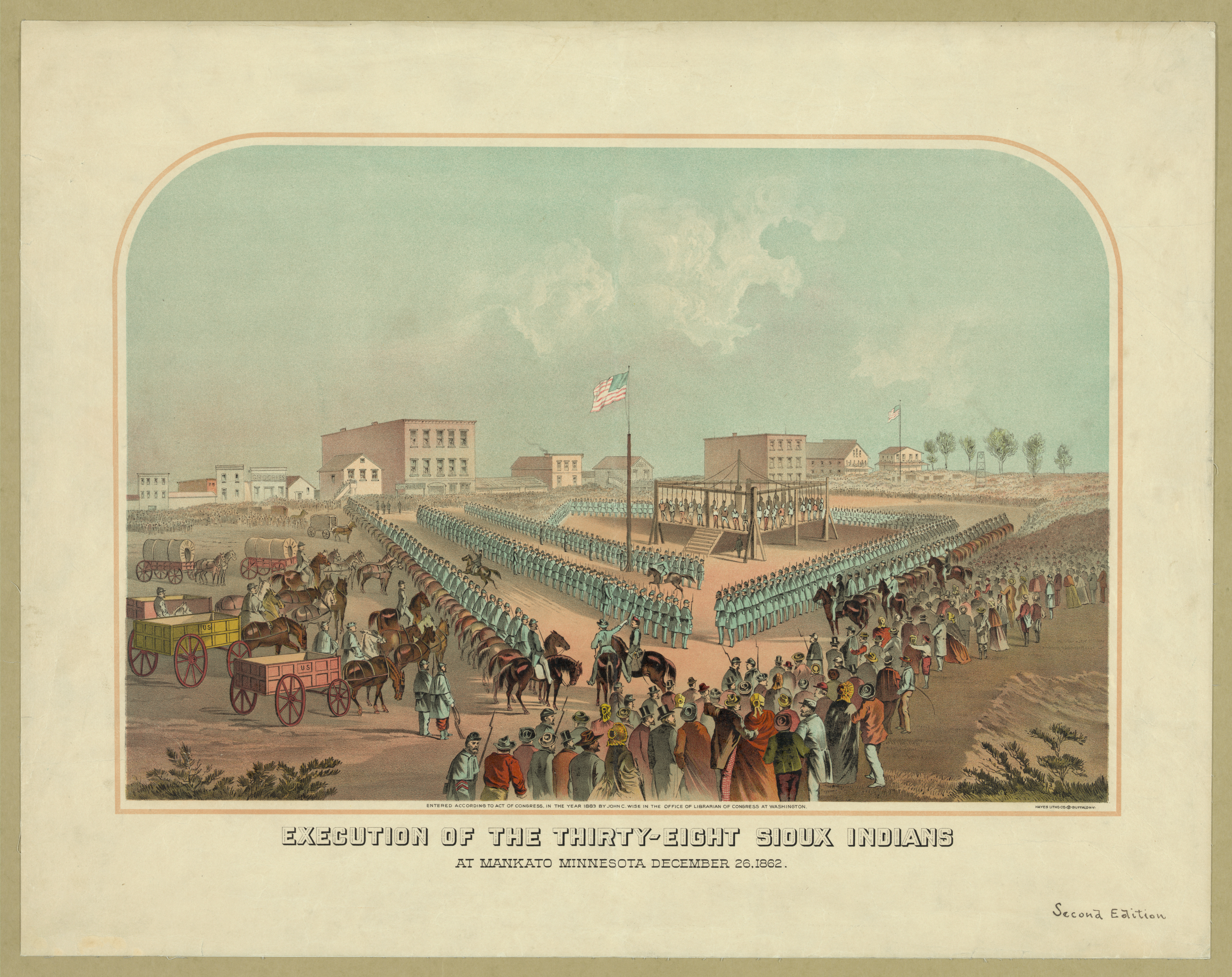
総勢38人のスー族に対する一斉絞首刑執行の様子（1862年）

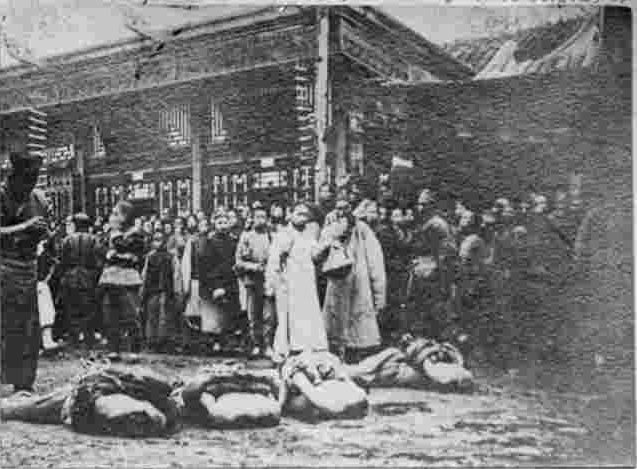
中国の公開斬首（1905年）

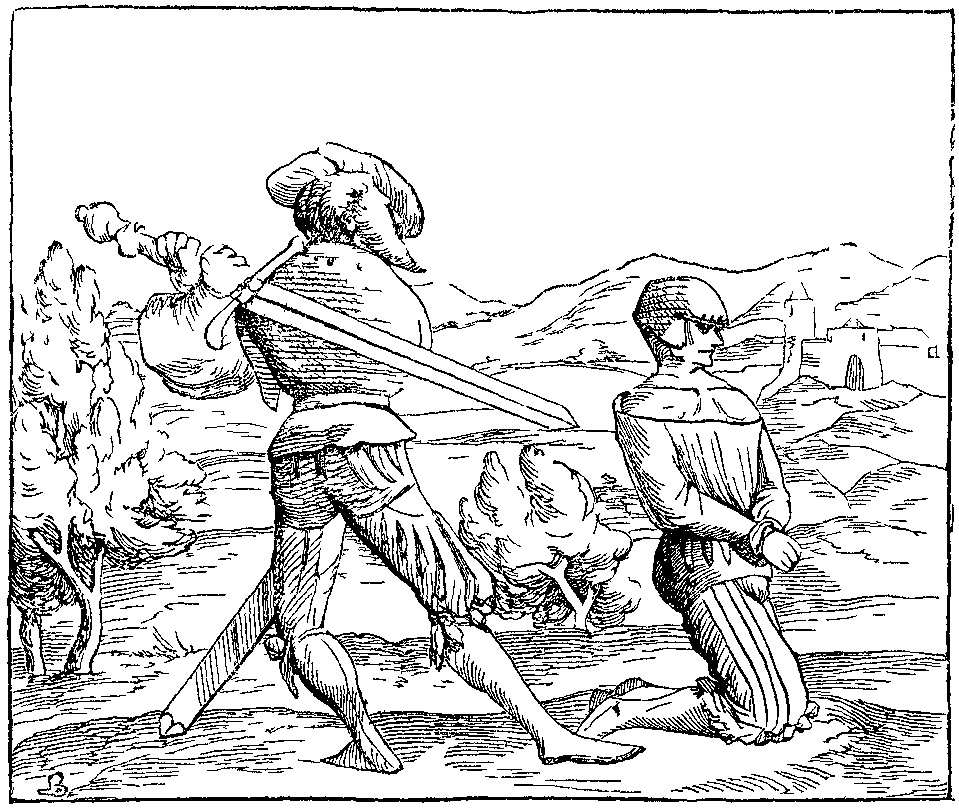
受刑者を中腰で立たせ首を刎ねる（1552年）

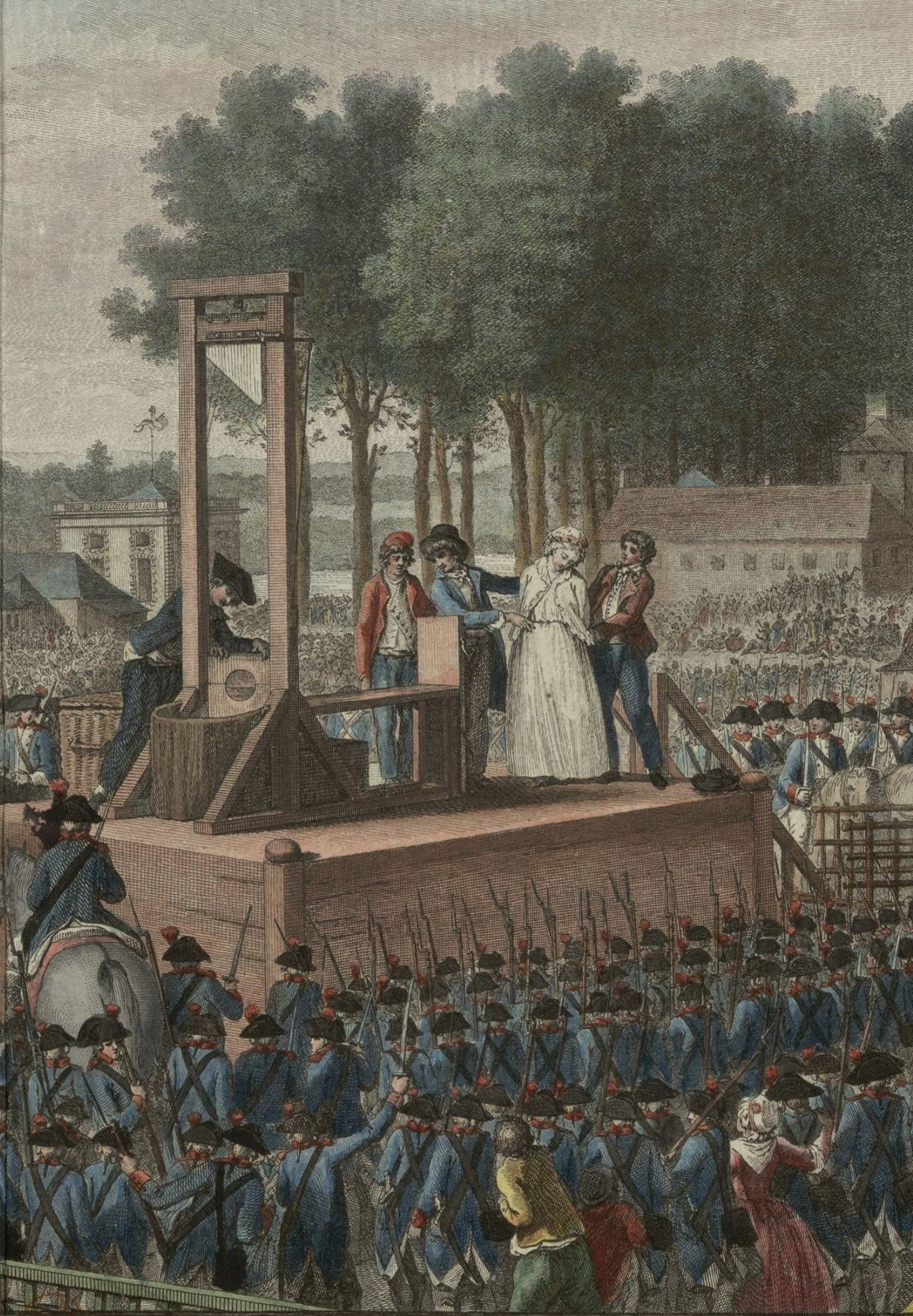
ギロチン処刑されるマリー・アントワネット（1793年）

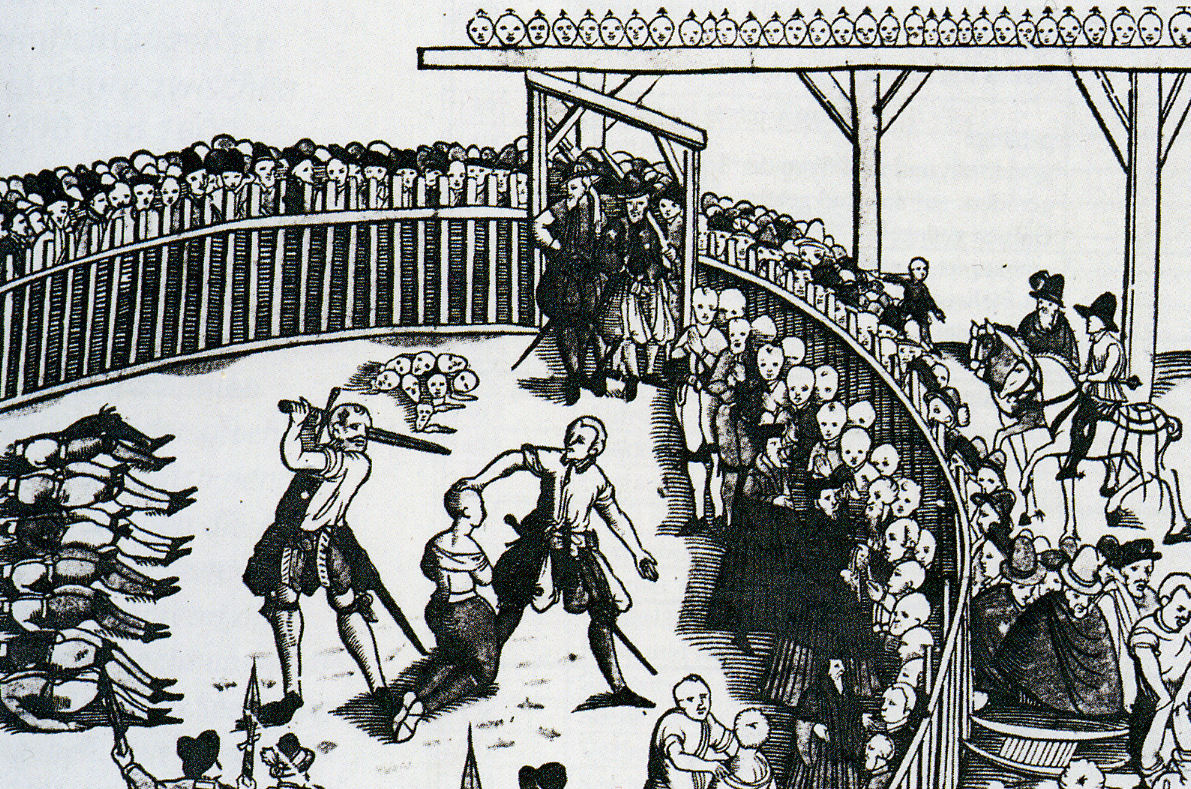
ドイツ、ハンブルクでの斬首。後ろは晒し首（1573年）

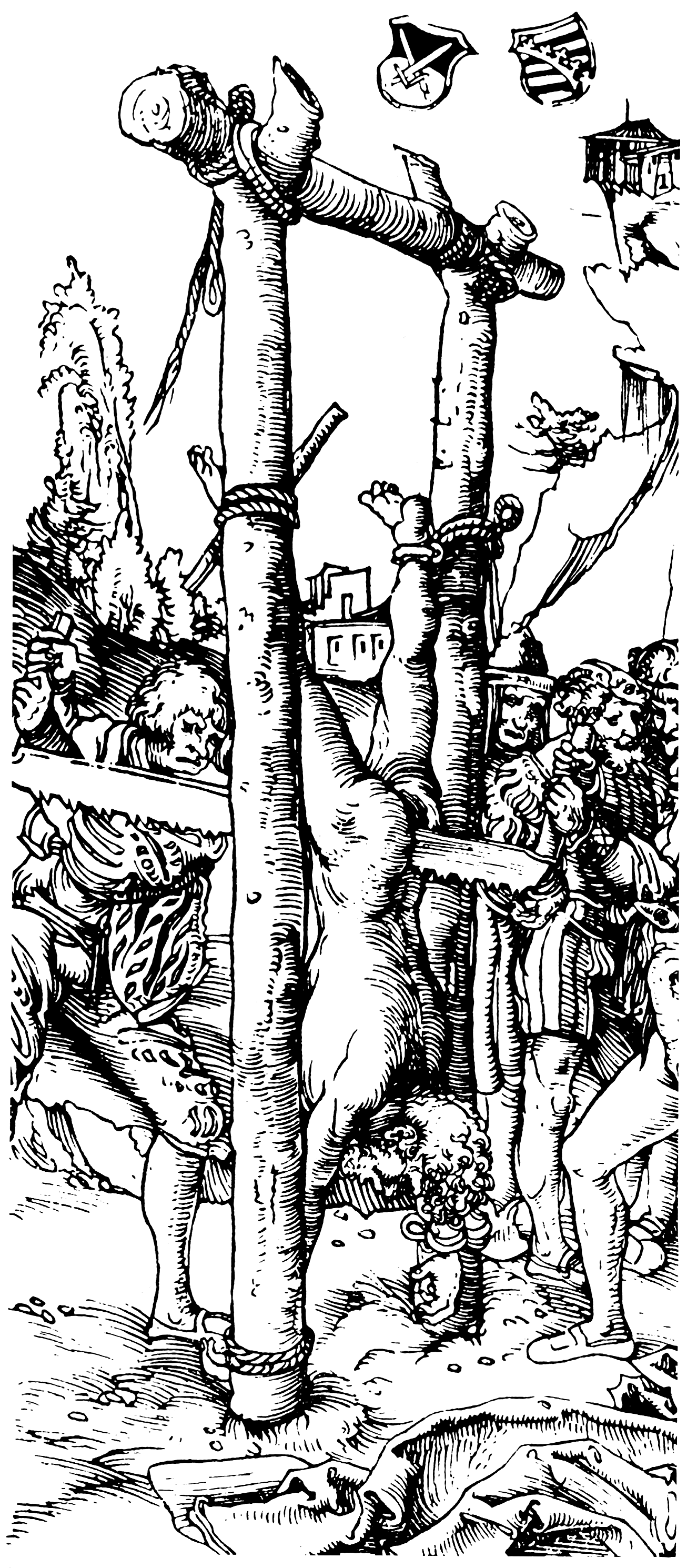
ヨーロッパでの鋸挽き

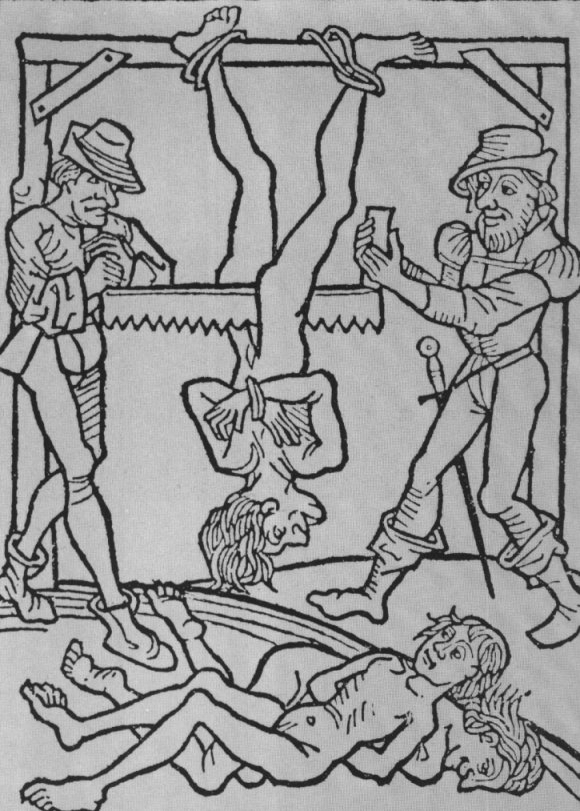
ヨーロッパでの鋸挽き

絞首刑（こうしゅけい）
絞首刑は囚人の首を絞めることによって死に至らしめる刑。絞首と縊首は厳密には違う事だが、現在、絞首刑の規定されている国において一般的に行われているのは、縊首により縊死に至らしめる方法である。歴史的には純粋な絞首による処刑も行われており、その為の装置も作られている。一般的には、囚人の首に縄を掛け、または穴のあいた板に首を通し、高所より吊るす刑。絞首台が使用される。
また、首にかけた縄をねじって絞首する方法も用いられた。受刑者は縄によって頚動脈がふさがれて脳への血流を阻害され、脳虚血から意識を失い、死に至る（縊死）。または気道が塞がれて呼吸ができなくなる（窒息死）。現在の日本で行われている処刑方法は縊死である（刑法第11条第1項「死刑は、刑事施設内において、絞首して執行する。」）。
イギリス式は縄の結び目をあごに掛けるので、落ちたときに、てこの原理で頚椎を骨折させる効果がある。縛り首（しばりくび）ともいう。イスラム諸国では、地上で首に縄をかけ、クレーンで吊り上げる。
アメリカでは、1862年のクリスマスの翌日に、ミネソタ州で38人のダコタ・スー族インディアンが特別誂えの絞首台で同時執行され、最大数の絞首記録として残っている。これはエイブラハム・リンカーン大統領の署名によって執行された。
1944年7月20日に発生したヒトラー暗殺未遂事件の逮捕者の多くは、人民法廷にかけられピアノ線による絞首刑が行われた。
斬首刑（ざんしゅけい）

囚人の首を切り落とす刑。実際に切り落とす方法はいろいろで、江戸期日本の下手人・死罪・獄門では当番同心（または山田浅右衛門）が日本刀を用い、中世ヨーロッパでは死刑執行人が両刃の斬首刀を用い、立ったまま、あるいは中腰にさせて斬首する場合と、樹から逆さ吊りにして斬首する方法があった。古代中国やイギリス、ドイツ、ロシアなどでは斧が用いられた。また古代ローマでは、首をはねる前に罪人を鞭で打った（鞭で打ち殺した後に首をはねることもあった）。
斬首刑は不可触賤民である処刑人に触れられずに死ねる、ヨーロッパでは貴族にのみ許された名誉ある処刑法である。平民に対する処刑法は、恥辱を伴う絞首刑だった。しかし、立ったまま、あるいは中腰の受刑者の首を刎ねるという手法は、執行吏の熟練と技術、体力を必要とし、その腕前によっては失敗し、首が落ちるまで何度も斬りつける羽目になるなどの危険も高かった。

革命期のフランスで「失敗のない人道的な死刑方法」としてギロチンが発明されると、革命政府は以後の処刑を全てこの機械によって行い、恐怖政治の象徴となった。ギロチンはドイツに輸出され、ナチス時代に盛んに使用されている。フランスでは、1981年9月に死刑制度自体が廃止されるまでギロチンが用いられていた。

現在では公的にはサウジアラビアでのみ行われている。サウジアラビアでは、死刑執行人によりシャムシールという片刃の彎刀で斬首される。死刑囚の体を抑えるのも死刑執行人1人で行うため、死刑囚が暴れたり失神して寝そべった場合は失敗して数回斬りつける。たびたび公開で行われ、外国人が隠し撮りした映像を動画サイトで閲覧することも出来、欧米を中心とした諸外国政府や人権団体から「残虐だ」と抗議を受けている。また、伝統的なナイフを用い首を切り落とす刑もある。（この方法では通常の斬首よりも長時間かかるため苦痛が大きい。イスラムでの家畜の屠殺時にアラーに捧げる儀式と同様の様式となっている。近年テロリストが人質を見せしめのために殺害する方法として用いられている）。打ち首（うちくび）ともいう。
梟首（きょうしゅ）
打ち首の後、死体を試し斬りにし、刎ねた首を台に載せて3日間（2晩）見せしめとして晒しものにする公開処刑の刑罰。晒し首ともいう。名誉に対する刑罰でもある。
切腹（せっぷく）
近世の処刑法で主に武士や大名や身分の高い役人が江戸幕府・藩に逆らった者を切腹で処刑する。処刑でありながら自死（賜死）である点に特色がある。実際に腹部を裂いて自傷するか否かはともかく、介錯と称して最後に止めとして刀により斬首されて絶命する場合がほとんどであり、儀礼形式の面を除き、どのような物理的手段で死亡させるかという点では、実質的に斬首刑の一部と見ることが出来る。処刑方法としてよりも寧ろ、「自殺・自死」を儀礼的な文化に昇華させた部分について論じられることが多いといえる特殊刑である。それまで自殺の一手段だったものを、豊臣秀吉が刑罰として取り入れたことが始まり。
鋸挽き（のこぎりびき）

鋸で長時間をかけて身体を切断する方法。一般には頚部切断（斬首）を鋸を用いて行う刑罰として認識されることが多いが、後述のように時代や地域により切断する部位に違いがあり、切断部位・切断手順によっては「頚部血流阻害」のカテゴリーから逸脱する。公的な刑罰、私刑としての執行などいずれの執行例が確認されているが、卓越した残虐性から公的刑罰としては稀で、その執行対象も君主・支配階級への叛逆、軍隊での離反などへの厳罰として採用された。
西洋においてはオリエントから地中海世界の広い地域で古代より行われていた。西洋における鋸挽きの特徴として、人体を縦方向に垂直に切断する手法が挙げられる。長時間に渡り甚大な苦痛を伴い、切断というよりも肉を挽きちぎられる激痛を長時間延長させる手法は、後述の「刃物などで人体を切り刻む方法」に属するといえる。ローマ皇帝のディオクレティアヌスは、キリスト教徒を逆さ吊りした状態で、股から縦に鋸でひき殺した。逆さ吊り状態で執行されると頭部に血流が滞留するため出血は抑えられる。へその辺りまで切られても意識があるという。一方、速やかな死を与える場合、頭頂部から切断したケースもある。また、縦方向ではなく腹部・腰部を横方向に切断する方法も記録に残っている（古代中国における「腰斬」を鋸で執行したような形式）。
時代が下ってナポレオン・ボナパルトの遠征の折、カタロニアのパルチザンが、フランスの兵士を多数、鋸挽きに処した。

日本においても戦国〜江戸期に成文化されたことがある。日本における鋸挽きは頚部切断であるケースが多く、また江戸時代以降の近世においては形式上の付加刑であった場合がほとんどで、実際に鋸で頚部切断を執行した例は中世〜戦国乱世期である。江戸期以前においては罪人を埋めてから鋸でひき殺し、そのまま4, 5日晒した。受刑者の苦痛を増幅させるため鋸には切れ味の悪い物や木製竹製の物が用いられることがあった。
江戸時代においては尊属殺や主殺しの重大犯罪に対して行われた。鋸挽きの刑に処すと決まった者は、市中を引き回された後、首から下を埋められ首が地上に出る状態にして晒し者にされた。受刑者の首の側には鋸が置かれた。本来の規定では通行人等が自由に鋸を引いて良いという事になっていたが、実際には引かれることは滅多になかった。その後、受刑者は磔により絶命させられ、数日間晒し物とされた。つまり、江戸期の法制における鋸挽きは死刑に対する付加刑であり、晒し刑の変形であったといえる。
明治に至っても、一部では私刑のような状態で行われていたらしい。明治中期、北海道新十津川町で、樺戸の監獄から脱獄したものの捕らえられた囚人が、見せしめとして橋のたもとに埋められ、鋸挽きに処せられていたとの証言がある。

### 呼吸を阻害する方法

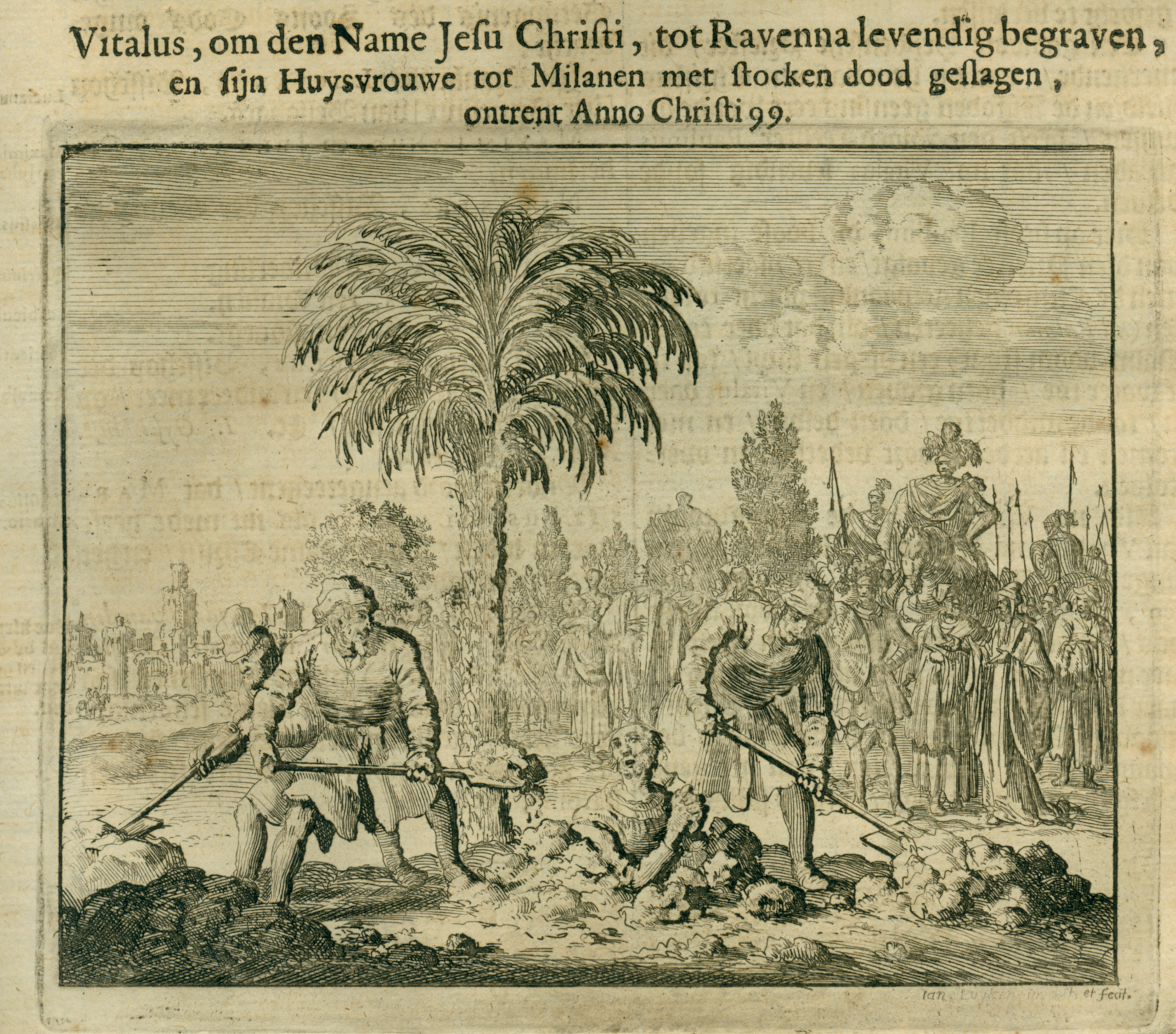
生き埋め刑に処される聖ミラン

生き埋め

受刑者を生きながら埋めてしまう方法である。刑罰としてよりはむしろ儀式（生贄、人柱等）の性格が強い。古代中国では大量虐殺をする場合に用いられ、長平の戦いで敗北した趙軍の捕虜40万人が秦によって生き埋めにされ、項羽もまた秦軍の捕虜20万人を生き埋めにした。また始皇帝が行った坑儒も同様に生き埋めであり460人もの学者を生き埋めにした。『拷問と処刑の西洋史』（新潮選書刊）によると、ヨーロッパでは、「男は車裂き、女は土へ」と言われ、永らく女性受刑者の極刑であった。またこの際には、生き埋めにした後に杭打ちが行われることが多かったという。樺太アイヌの社会では、殺人者は被害者の遺体と共に生き埋めの刑に処された。
溺死による処刑
受刑者を水の中に落して溺れさせて処刑する方法である。中世ヨーロッパでは主に堕胎した女性に対する処刑方法で、袋に入れて橋の上から川に落とした。この場合、可能性は低いが、もし脱出することが出来れば解放される。中国では沈河（ちんが）と呼ばれ、日本では薦（こも）にくるんで水の中に投げ入れるので、簀巻きと称す。
十字架刑
十字に組んだ木材に受刑者の体を両腕を広げた状態で縛りつけ、または両手両足に杭を打って固定した状態で木材を地面に立て、受刑者が力尽きて体を支える事ができなくなり、自らの肩の肉で気道を圧搾されて死亡するまで放置する処刑方法。受刑者が刑の執行開始から死に至るまでにかかる時間が極めて長い(おおむね半日〜長い場合では数日)ため、政治犯や国事犯など「刑を執行する側に反逆した重罪人」に対し、さらし者にするという意図も含んでいる。場合によっては時間短縮のため、一定時間経過後受刑者の膝を叩き割って死亡させる。執行に先立ち、受刑者に処刑用の十字架を背負わせて処刑場まで運ばせ、いわゆる「市中引き回し」と同様の行為を行わせる場合もある。イエスはこの十字架刑によって処刑された。「今日の我々が中世に行われた各種の残虐な刑罰に対して催すごとき嫌悪を抱かせる刑罰であった(岩波訳聖書:マルコによる福音書、解説)」。後述の磔刑と受刑者の様子が似ている(死亡確認のため、磔刑のように受刑者を槍などで刺す場合もある。また受刑者をさらし者にする意図を含む点も共通する)ため混同される事も多いが、受刑者が死にいたるプロセスは大きく異なる。主に古代ヨーロッパにおいて行われていた。
窒素吸入
呼吸する空気を100%窒素に置き換えることによって低酸素症を誘発し、死に至らしめる方法。
2024年1月25日にアメリカのアラバマ州で、アメリカ史上初となる窒素吸入による死刑が執行された。
2024年1月現在、アメリカではこの窒素吸入による死刑がアラバマ州のほかに、オクラホマ州とミシシッピ州で認められている。

### 毒物を用いる方法

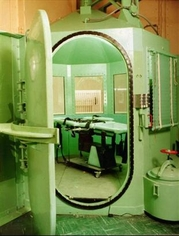
アメリカ、サン・クエンティン州立刑務所のガス室

薬殺刑（やくさつけい）
囚人に毒薬を注射し、または服用させて殺す刑。古代ギリシャの哲学者ソクラテスはドクニンジンのエキスによって処刑された。李氏朝鮮では「賜薬」という薬殺刑があった。
現在アメリカで行われている薬殺刑は三剤注射方式で、受刑者は最初のチオペンタールナトリウム（バルビツール酸系の全身麻酔剤）注入で意識を失い、次の臭化パンクロニウム（筋弛緩剤）注入で呼吸を止められ、最後の塩化カリウム溶液で心臓を止められて処刑される。フィリピン、中国、タイで行われている致死薬注射刑もこれと同じだと思われる。
稀に失敗する例があり、アメリカでは2006年12月に処刑に失敗し死刑囚が34分も苦しんだという。
また、同じくアメリカでかつて用いられていた青酸ガスによる処刑（ガス室）もこの方法に含められる。
中国の殷の紂王が開発したとされる刑の場合は、穴の中に毒蛇や蠍を入れその中に罪人を突き落とし殺させる刑であった。
日本でも死刑の際に薬物注入が行われることがある。但し鎮静目的で用いられるだけであり、あくまでも実際の処刑は絞首で行われる。

### 刃物等で人体を切り刻む方法

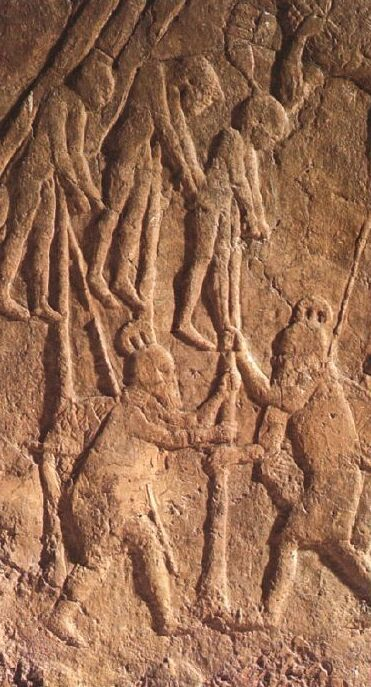
アッシリアで串刺し刑に処されるユダヤ人

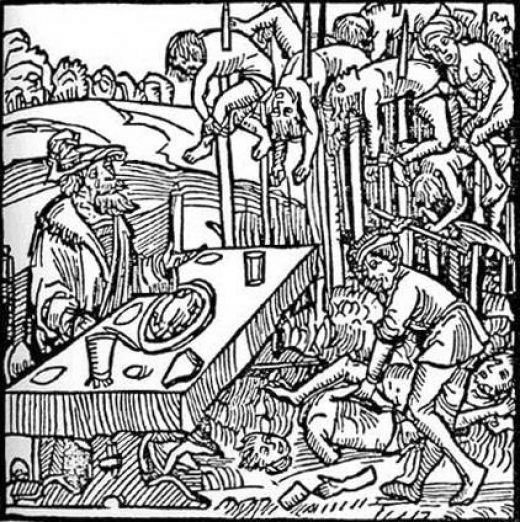
ヴラド・ツェペシュによる串刺し刑の様子

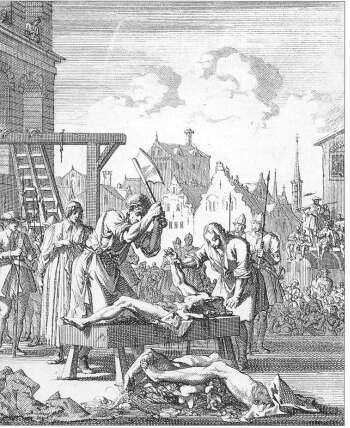
四つ裂き刑。「吊るしてから、首を刎ねる」

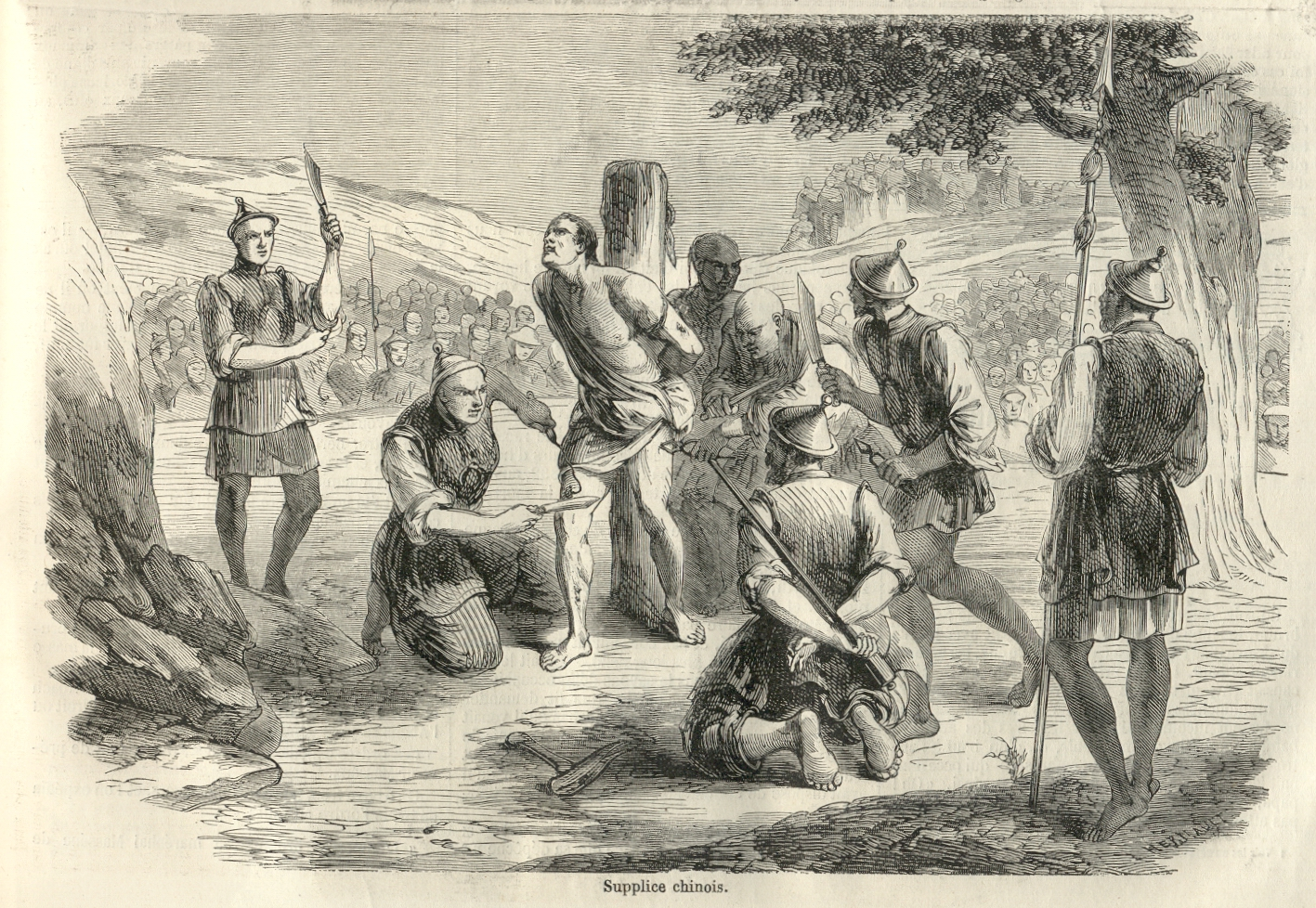
中国で凌遅刑を受けるフランス人宣教師（1858年）

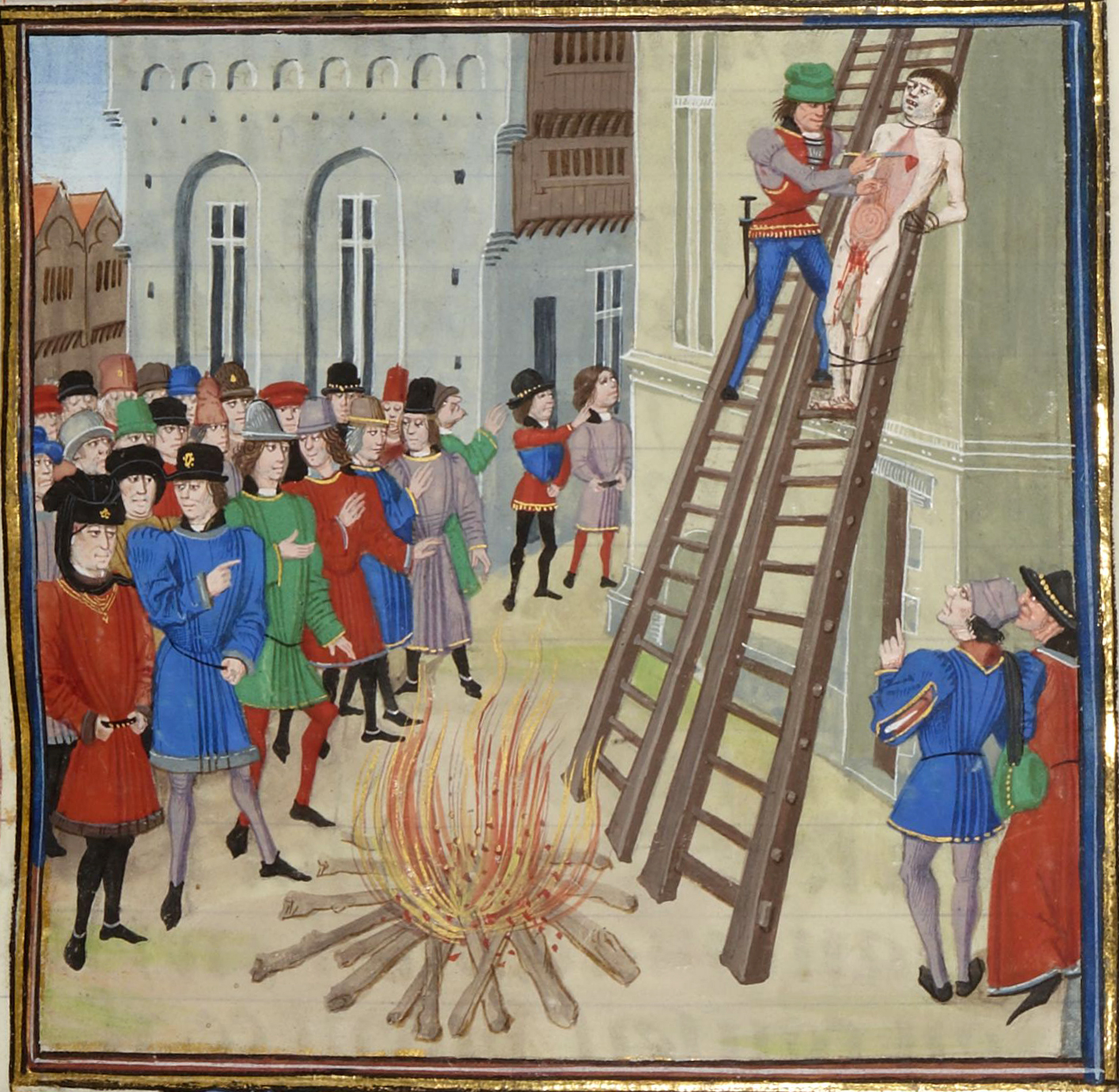
イングランドの四つ裂き刑

杭打ち（くいうち）

主にヨーロッパで行われた処刑方法で、受刑者は墓穴兼用の穴に横たえられ、胸に杭を打たれて固定された後、埋められてしまう。処刑というより、中世ゲルマンや東欧では、怪物や、ドラキュラ伯爵など吸血鬼の殺害方法として知られる。
串刺し（くしざし）

受刑者を台上などに固定し、膣や肛門から頭部（主に口）まで槍で刺し貫いて処刑する方法である。身体を槍が貫通した後は、槍を地面に立てて死体を晒すのが普通であった。逆に口から刺す場合や、腹部を臍から背中まで貫くこともあった（受刑者を十字架に磔にして刺す場合もあったが、脇腹を刺すものは「磔刑」の項目を参照のこと）。
中世ヨーロッパで盛んに見られたが、後年は廃れた。苦痛を長引かせるため、先を丸めた木製の杭を使うケースもあり、杭が臓器に突き刺さって大量出血しなければ3日もの間死ねないこともあった。
ドラキュラ伯爵のモデルになったヴラド・ツェペシュがよくこの刑を執行していたことで有名である。
磔刑（たっけい）
受刑者を十字架などに磔にし、槍などを用いて脇腹から内臓を突き刺す刑。前述の「十字架刑」に似ているため同一視される場合があるが、前項の方法が物理的な損傷を与えず呼吸困難から死に導くのに対し、こちらの磔刑は槍による刺殺であるため、受刑者が死に至るプロセスは大きく異なる。江戸時代の日本の磔は親殺し犯、主人殺し犯などに適用される、通常の死刑より一等重い刑罰であった。十字架上の受刑者の脇腹を槍で突いた後、そのまま肩口から突き出すまで刺し貫くのが作法である。左右の脇腹から反対の肩先に向けて交互に串刺しにして繰り返す。二〜三回突かれると受刑者は絶命するが、かまわず二十数回突く。最後にとどめ衝きとして咽頭部を突いて刑が終了する。処刑後に晒されている死体を西洋人が撮影した写真が残されている。女性用は十字型、男性用はキの字型の柱を用い、男性は開脚状態で処刑される。出血と外傷性ショックによる死となり、最初の数回は体を貫通される苦痛を味わうため斬首などより苦痛は大きいといえる。
なお磔の文字を使っていても、水磔は、受刑者を水際に逆さに吊るし、潮の干満によって溺死させる方法で磔刑とは異なるものである。

腰斬（ようざん）
受刑者の胴体を切断する刑。文字通り腰部を斧などにより真横に切断し、上半身と下半身を切り離される。往々にして数分〜数十分かけて緩やかな失血死を迎え、その苦痛が甚大であるため、中国では通常の死罪（棄市）より重い罪に対し科せられた。秦の丞相であった李斯はこれで処刑された。前漢の時代までは木製の台に罪人を腹這いに横たえ、斧で切断していたが、それ以降は巨大な押し切り器で切断と止血を同時に行い、より苦痛が長引くように工夫された。
江戸期日本の金沢藩にも生き胴や三段切りという腰斬刑があったが、同時に斬首して即死させるためやや趣が異なる。
皮剥ぎの刑（かわはぎのけい）
受刑者の全身の皮膚を剥ぎ取る処刑法。皮膚を失った罪人は、長時間苦しみぬいた末に死に至る。古代より、オリエントから地中海世界、中国など世界各地で行われていた。中国では皮剥ぎを剥皮（はくひ）と呼び、明王朝の初期には特に広く行われていた。不正をした役人の皮を剥ぎ、中に草を詰め込んで見せしめにしたという。
腹裂きの刑（はらさきのけい）
受刑者の腹部を切開し、内臓を引き出す処刑法。ヨーロッパや中国で行われていた。ただ腹を裂くのみならず、引き出した腸をウインチに巻き取って見物人にさらす場合もある。腸の引き出しに重点を置く場合は、肛門をえぐって引き出す。腹を切開するという意味では日本の切腹と通じるが、介錯されず苦しむに任せられ、死後の名誉も守られない。
凌遅刑（りょうちけい）

剥皮（かわはぎ）、抽腸（はらわたの抉り出し）、烹煮（かまゆで）等と共に中国で行われた処刑法の一つ。小刀などで受刑者の肉を少しずつ削ぎ落とし、各部位を切り離したりして長時間苦痛を与えた上で殺す刑。はじめに手足の肉を削がれ、切断されたのちに胸(乳房)や腹の肉を削がれ、内臓を抉り出されることもある。執刀回数（肉を削ぐ回数）や切除・摘出する順番などが細かく定められている。

中国では清の滅亡直前まで行われ、公開処刑で行われたため、清末期に、刑の執行写真が西洋人向けに絵葉書として売られたものが現存している。また、削がれた肉は漢方薬として売られて食べられていたといわれる。殺害せず、命に関わらない部位だけを切断するような場合もある（四肢切断し、止血して手足のない状態で生かすなど）。また斧などで四肢部分を少しずつ輪切りにする処置方法もある。
イングランドの叛逆者に行われる処刑は、まず絞首(hang)するが、絶命する直前に放し、解体台に移した後に内臓の抉り出し（drawn; 生殖器の切除、腸の抜き取りなど腹部の臓器を摘出、摘出した臓器や肉片を火にくべる描写や記録が残っている。腸抜きは前述のウインチ巻取りが応用され、その他腎臓・膵臓・肝臓・脾臓・胃などが切除摘出され、最後は心臓を摘出される）が行われ、十分に苦痛を与えた後に首を刎ねられ（この時点で受刑者は絶命)、最後に屍体を4つに分断し(quartered)、城門の各所に晒すというものだった。この方法は首吊り・内臓抉り・四つ裂きの刑(hang, drawn and quartered)とも呼ばれ、ウィリアム・ウォレスやジャコバイトの叛乱分子、爆破未遂事件で有名なガイ・フォークス等がこの方法で処刑された。刑罰名称になっている「四つ裂き」の部分は、絶命後の処置方法であり、死後の付加刑（不名誉刑）の一種であり、本刑罰の残虐性と苦痛の本質は、2段階目の「内臓摘出」がメインであることに注意を要する。エドワード一世の時代から本格的に用いられ、18世紀末まで反逆罪に対する極刑として君臨し、刑の詳細な様相・手順が比較的明瞭に記録に残っているとされる。凌遅と並び、人類史上における最も残虐・非人道的な刑罰であるといえる。
これらの刑罰の共通点として、人体を生きたまま解剖し細かな部位ごとに切除する点が挙げられ、こうした処刑方法を総称して「解体刑」と呼ばれることがある。処刑方法の中でもとりわけ残虐性・猟奇性の強い方法として後世に悪名を残しているといえる。

### 高エネルギーによって人体を破壊する方法

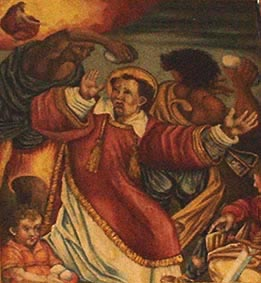
石打刑を受ける聖ステファン

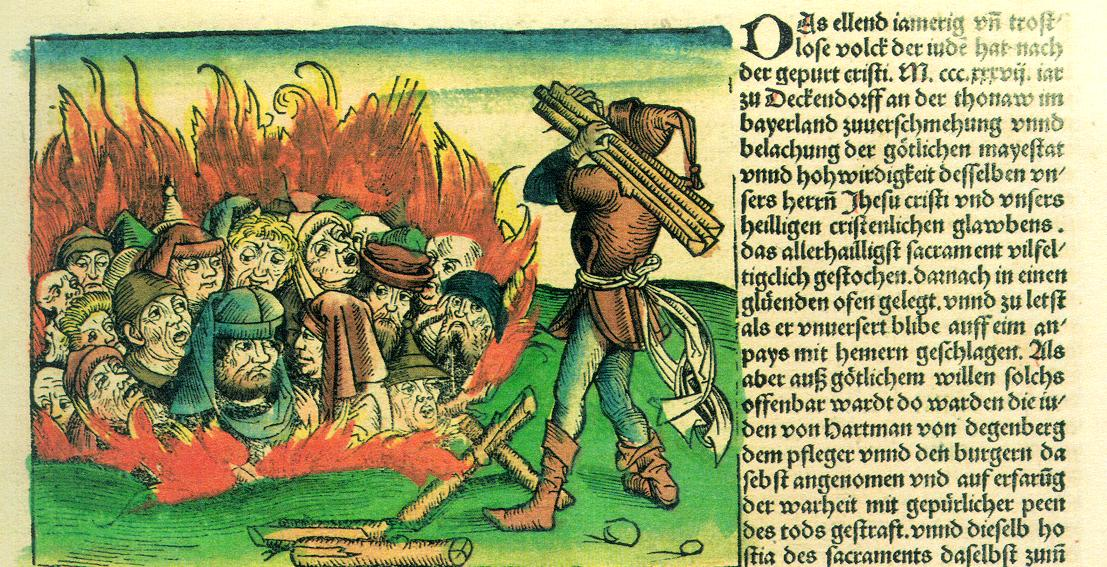
異端審問により火刑にされるユダヤ教徒（1493年）

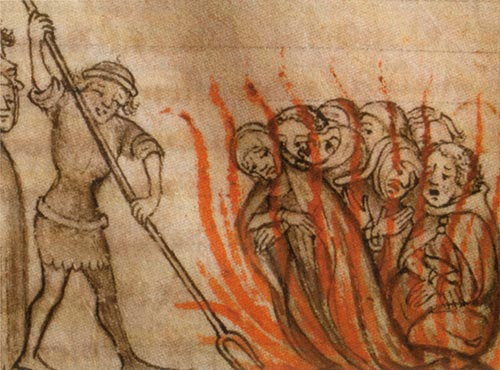
テンプル騎士団員の火刑

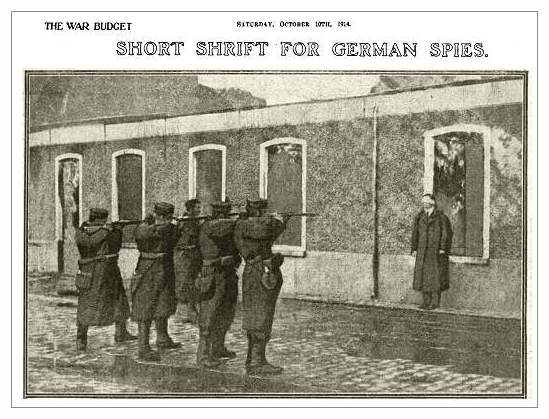
第一次大戦時、目隠しして壁に立ち、ベルギー軍銃殺隊に処刑されるドイツのスパイを描いたイラスト

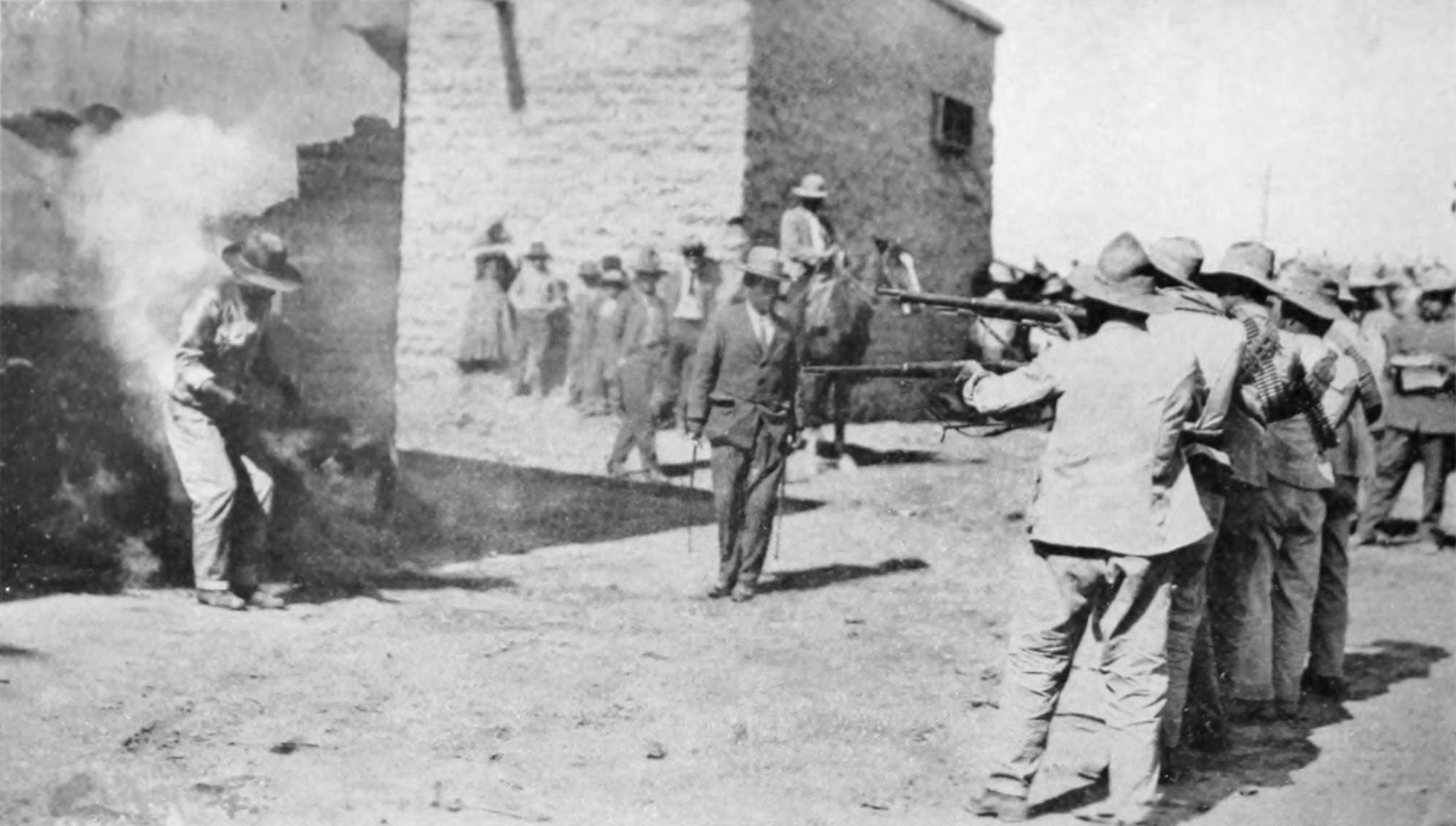
メキシコでの銃殺刑（1914年）

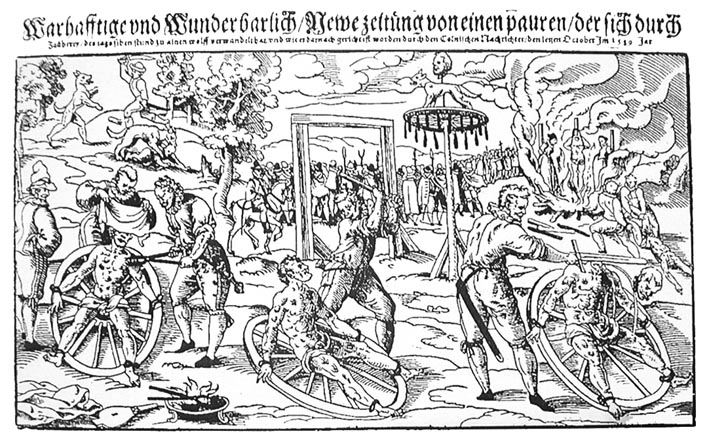
車裂きの一覧（1589年）

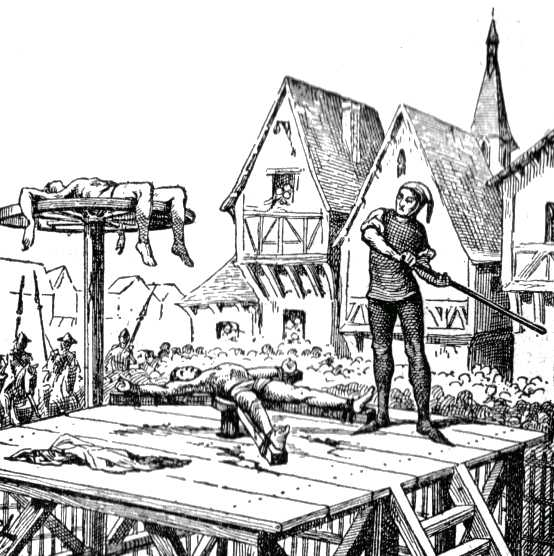
車裂きの刑

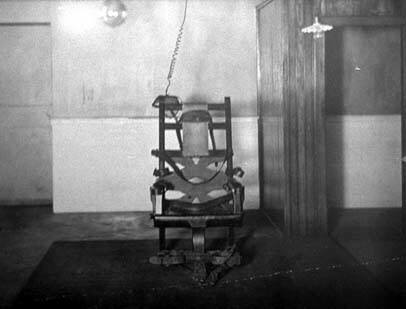
シンシン刑務所の電気椅子

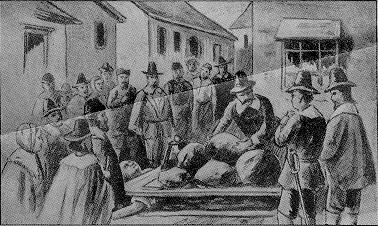
圧死刑で処刑されるジャイルス・コリー（1690年）

石打ち刑（いしうちけい）

下半身を地中に埋めるなどして身動きを封じた受刑者に対し、死亡するまで石を投げつける刑。現在でもイスラム法による処刑方法の一つになっており、姦通を犯した女性に対してしばしば行われている。また、アラブ諸国では、これによる公開処刑が行われ、住民はこれを見物することを娯楽の一つとしている。
また、北朝鮮では、死刑囚の足に大釘を刺して鼻に鉄線を突き刺したあと、住民たちが石をぶつけ、最後には執行人が銃を撃って処刑する処刑方法がある。

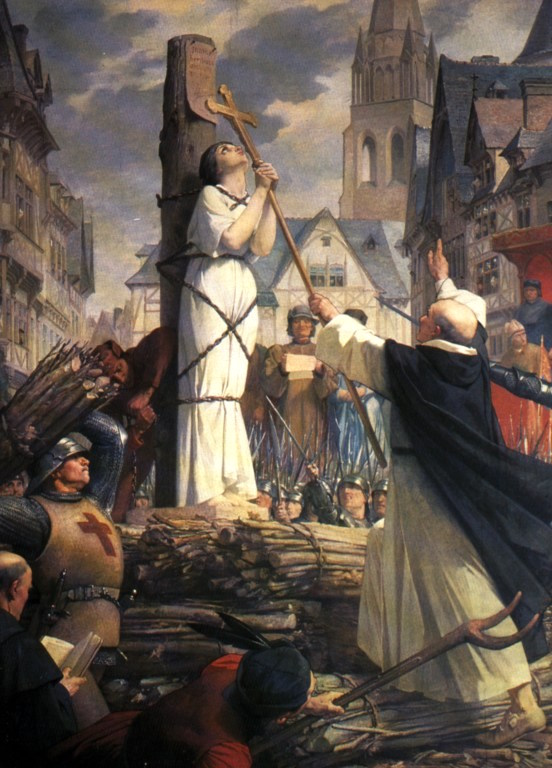
魔女として火刑にされるジャンヌ・ダルク

火刑（かけい）

受刑者を火で焼いて殺す刑。受刑者は全身を焼かれて死亡するが、火傷より先に酸欠で死ぬともいわれる。火刑、または火炙り（ひあぶり）で有名なのは近世ヨーロッパで行われた魔女裁判の処刑法としてである。魔女は肉の一片からでも再生すると言われていたので、魔女を殺すためには完全に灰にする必要があった。そのため魔女の火刑は足元につんだ薪を使って長時間かけて焼く。火勢が弱いため受刑者は絶命まで時間がかかる。中には、苦痛で暴れたために焼けた皮膚が破れて骨が飛び出したという記録がある。自分が魔女であると告解すれば、火刑の前に縊り殺してもらえた。

また、ユダヤ教徒などに対する異端審問で異端者と宣告された者や、同性愛の罪を犯したものにも適用された。
これに対し、江戸期以降の日本の火罪（かざい）は、萱束（かやたば、枯れたススキの束）を受刑者の首のあたりまで積み上げる薦造り（こもづくり）とよばれる状態で火をかけ、筵であおいで一気に焼き上げる。高温で焼かれるため受刑者は速やかに死に至りその遺骸は小さく縮んでしまう。頃合を見て燃え残りを片付け、とどめ焼き（鼻と、男性なら陰嚢、女性なら乳房をたいまつであぶる）を行う。その後、遺骸は三日三晩晒された後取り捨てられる。あとは野犬とカラスが始末する。
釜茹で（かまゆで）
受刑者を大釜に入れて茹で、煮殺す刑。日本では石川五右衛門の釜茹が有名（石川五右衛門の場合は、実際は湯ではなく油が用いられたので「釜炒りの刑」ともよばれる）。古代中国では烹煮（ほうしゃ）と呼ばれる釜茹でが盛んに行われた。水だけでは無く油で揚げる刑もあった。この刑で処刑された人物で最も古い人物は伯邑考だと言われている。ちなみに巷間の噂では、人は煮られるとゆでだこのように赤くなるという説と白くなるという説があるが、いくつかの事故状況は後者を支持している。また、かつては、通貨の偽造を犯したものに対して適用された時もあった。
銃殺刑（じゅうさつけい）

囚人を銃により射殺する刑。主に軍隊内の処刑に用いられる。軍隊における正式な銃殺刑では、受刑者は弾止めの壁の前に立たされるか、杭に縛り付けられ、目隠しの後、心臓の位置に標的を張られる。そして銃殺隊によって、胸の目標にむけて射撃が行われた後、銃殺隊長が拳銃で頭を撃ってとどめをさす。
なお前線などではより簡便な略式の銃殺も行われた。銃殺刑創始間もない頃は、かなり離れた距離から受刑者の頭部を執行者が狙い撃っていたが、この方法ではあまりにも失敗が多く、後に上記の現在の方法に変更された。

射殺（しゃさつ）
囚人を弓矢で射殺する刑。主に銃器が開発される前の時代に行われていた。
突き落とし（つきおとし）
古代ギリシアなどに見られる方法で、受刑者を断崖絶壁から突き落として処刑する方法である。この方法は現在では自殺の方法、もしくはサスペンスドラマでの被害者殺害手段として用いられる。また、スキージャンプがこの処刑から生まれたという俗説がある（実際はスキー遊びから自然に生まれた競技）。古代ローマでは国家を裏切ったローマ市民に課せられる処刑方法であった。
車輪刑（しゃりんけい）

「車裂き」とも言う。受刑者の四肢を車輪に縛り付け、刑吏が別の車輪を打ちつけて四肢を順次砕き、最後に腹部、または頭を打って処刑する方法。折られた手足を卍状に折り曲げて車輪に縛りつけた死体はそのまま晒される。主にヨーロッパで行われた処刑方法で、車輪に対する神聖なイメージが源流にあるとされる。
たいていは車輪に絡めたまま柱で高所に晒して放置され、一定期間を過ぎて生きていれば解放される。生還したものも多いという。ピーテル・ブリューゲルの絵画でも詳細に描かれている。
電気椅子（でんきいす）

主にアメリカで使用されている方法。囚人を木製の椅子に座らせ皮製のベルトで固縛した後、高圧の交流電気を流して感電死させる刑。発明者はトーマス・エジソン。エジソンは自社の電気機器に直流電気を用いていたため、この電気椅子に交流電気を使用し、交流電気のイメージダウンを図ったと言われている。受刑者は左足首と後頭部の電極との間に高圧電流を三ないし四回ほど断続的に流されて処刑される。電気抵抗により体温は百度を超え、身体中の穴から蒸気が立ち上る。初期の処刑において受刑者の眼球が眼窩から飛び出す事態が発生したため、以後はテーピングによって厳重に目を覆うようになった。

炮烙（ほうらく）
「酒池肉林」で有名な殷の紂王の時代（古代中国）で行われていたという刑。炭火の上に渡した焼けた銅柱の上を歩かせるとあるが、しばしば焼けた銅柱に抱きつかせる刑ともされる。必ずしも受刑者の死を企図した刑では無いが、おおむね助かることはない。
圧死刑（あっしけい）
受刑者の上に重しを載せていき、圧死させる処刑。

### 動物を使う方法

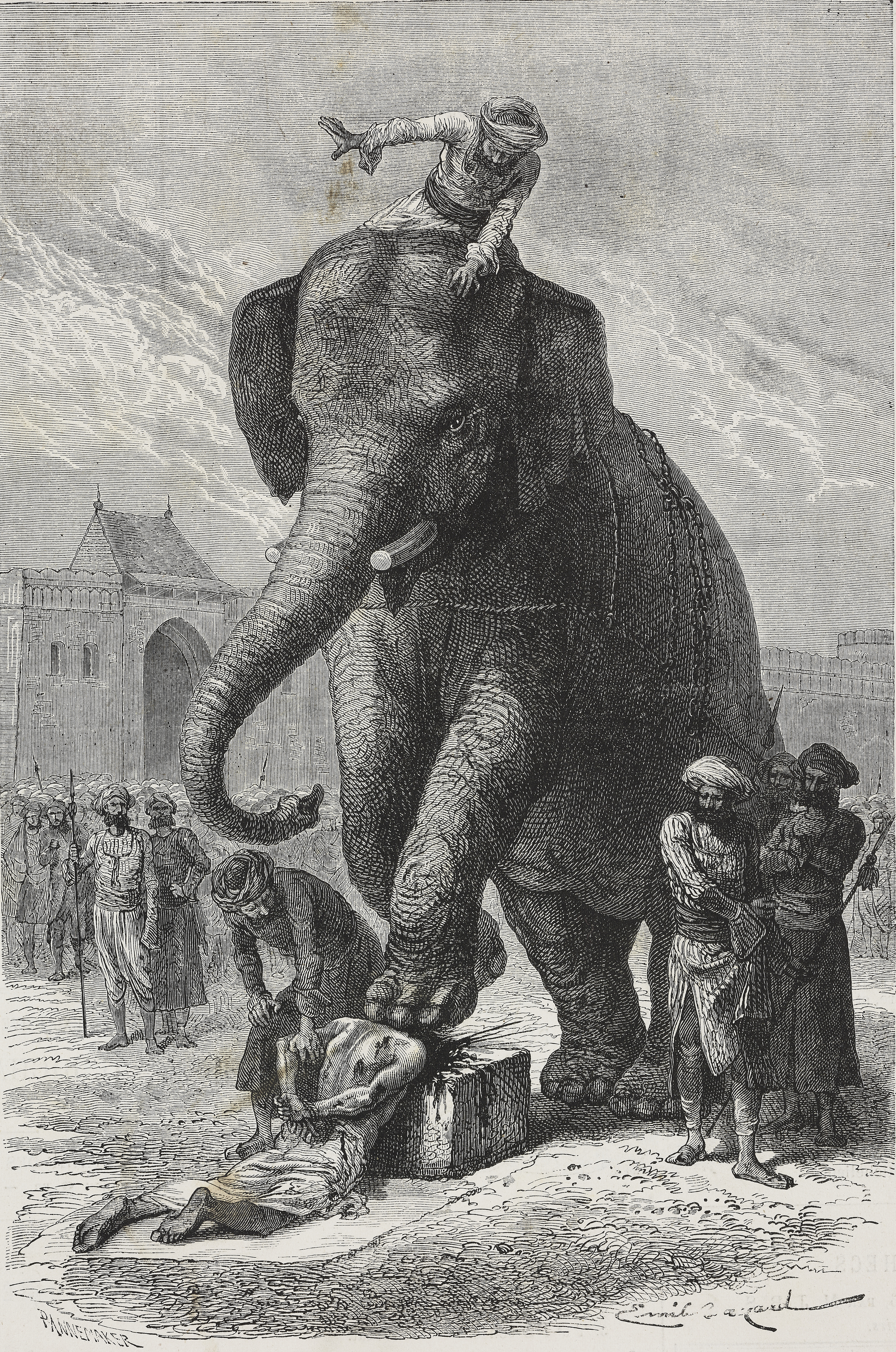
19世紀インドでの象による処刑

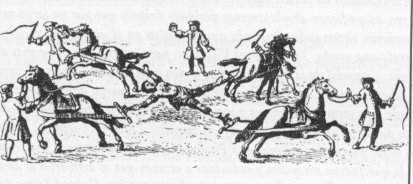
スペイン人に、馬による引き裂き刑で処刑されるトゥパク・アマル2世

ゾウによる踏み付け
古代ローマや古代エジプト、中東、インド、東南アジアで行われてきた、罪人をゾウの足で踏み潰したり牙でばらばらに引き裂いたりする刑。
四つ裂き刑（よつざき、引裂刑とも）、八つ裂きの刑
受刑者の両手両足をそれぞれ縄で縛り、四方向に牛や馬に引かせて体を裂いて殺す刑。中国で言う車裂きはこちらに相当するが、頭にも縄をかけるので五つ裂きである。また中国では両足首だけに縄をかけて左右に曳く「股裂き刑」の記録がある。三国志の董卓や孫皓がこの刑を好んで執行していた。馬などを走らせるある程度の広大な敷地があれば、縄以外に特別な道具を必要としないため、反逆者などの即決処断時に採用された向きがある。秦で厳しい法を定めた商鞅や、アウストラシアの女王ブルンヒルドやルイ15世の暗殺未遂犯であるロバート・ダミアンがこの方法で処刑されている。ダミアンの処刑に当たっては、手足がなかなかちぎれないため、最後には斧を用いて切り落としたと記録にある。
日本では、牛に受刑者の両足を縛りつけて引き裂く牛裂きも行われていた。この刑は多くの国で、君主への反逆、親への不孝、軍隊からの脱走など重大な罪に対して行われている。
東南アジアでは、アジアゾウを動力に用いる場合もある。ベトナム史上最後の王朝・阮朝の初代皇帝である嘉隆帝は、自身の一族の仇である西山朝の最後の君主・阮光纘をゾウを動力とした八つ裂きの刑で処刑した。
なお、イングランドの場合四つ裂き（quartered）は、hanged, drawn, and quartered （またはhanged, boweled, and quartered）と呼ばれる処刑法を指し、「#刃物等で人体を切り刻む方法」に別途記述のあるとおり、方法としては解体刑の部類に属す処刑法で、動物などを用いた引裂刑ではない。また、古代ギリシャにはたわめた2本の木の間に罪人を逆さ吊りに縛りつけ、木を固定したロープを断ち切り、弾力で罪人の股を裂く処刑法があった。これは「松の木折り」と呼ばれる方法である。やはりこれも、動物は使われない。ギリシャ神話に登場する盗賊・シニスは、旅人を捕えては2本の松の木の間に縛り付け、曲げた幹の弾力で股裂きにしていたという。8世紀、キエフ公国の大公だったイーゴリ1世は支配する部族に捕えられ、たわめたカバノキの幹の弾力で股裂きにされた。

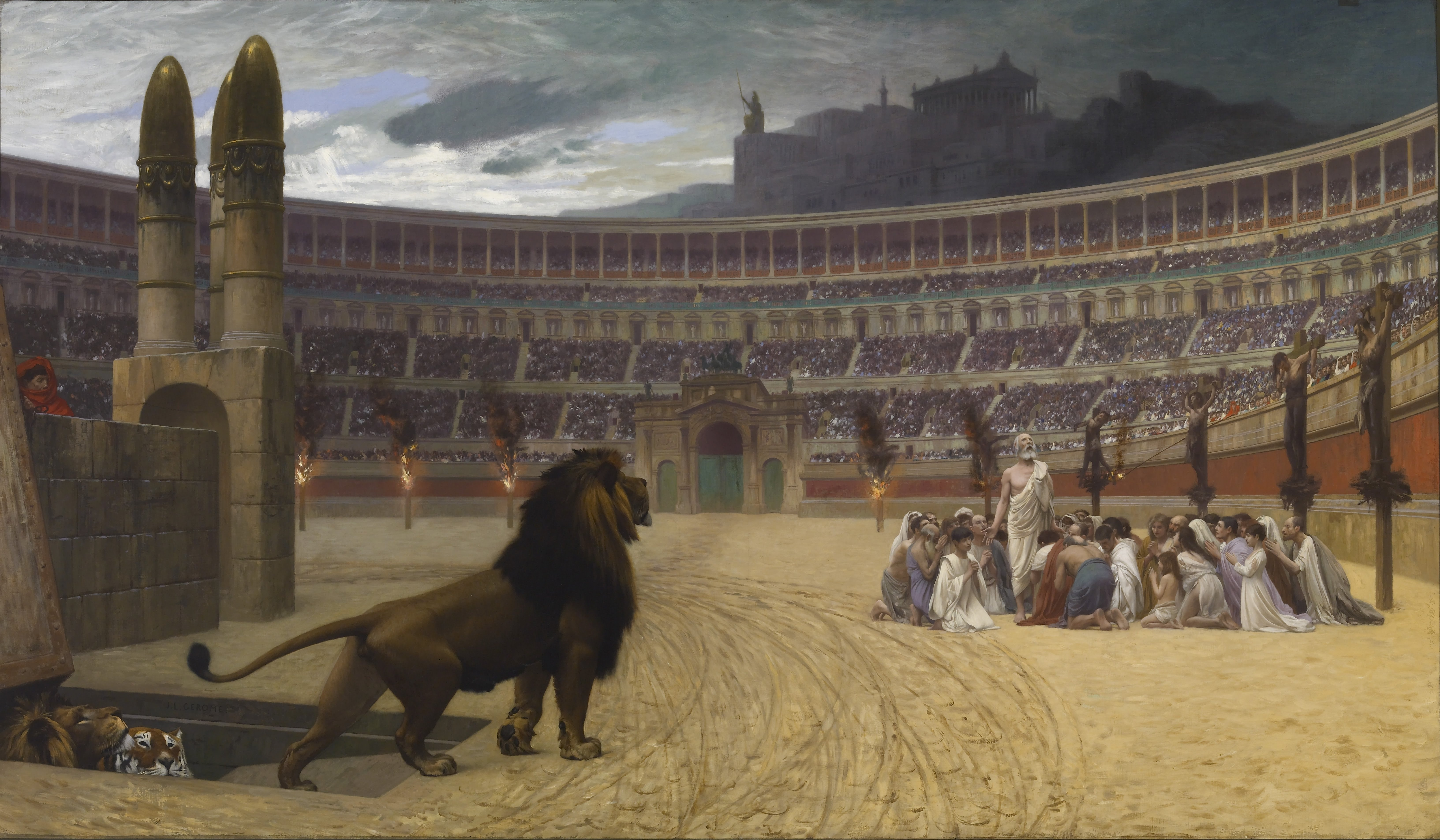
ローマのコロッセオで、ライオンの餌食にされるキリスト教徒（1883年の想像画）

猛獣の餌食
「猛獣刑」と呼ばれる。古代ローマなどで行われた方法で、大衆の見物する競技場などに罪人を引き出し、飢えた肉食獣を放って食い殺させる刑。なお、受刑者が肉食獣に打ち勝てば放免されることになっていたが、実際に受刑者が勝って放免されたという記録は存在しない。なお、古代ローマの場合は、肉食獣の餌食にはならなかった処刑者は、刀で首を斬られて処刑される。
蟇盆
「毒物を用いる方法」の項で既に述べた中国の殷の紂王が開発したとされる刑。毒蛇や蠍を使う刑であるため「動物を使う方法」にも分類できる。
吊し刑
罪人をそのままあるいは籠に入れて吊るす。欧州全域で晒し刑として行われた刑罰であるが、害獣の繁殖する地域で執行すると当項目に分類される。死をもたらす動物は、地域によって狼、鳥、蟻など多岐に渡る。
引きずり回し
罪人の体を馬の尾に縛りつけ、驚いて疾走する馬によって罪人が引きずられるに任せる刑罰。罪人は地面によって摩り下ろされ、長時間の苦痛の末に死にいたる。ゲルマン民族の間では女性に対して執行される合法的な処刑法とされ、フランスやイギリスでは主君を殺害したものに執行された。四つ裂き刑の頁で記されたブルンヒルドは、この方法で処刑されたとの説もある。3世紀、対立教皇のヒュッポリトスは荒馬につながれ、荒野を引き回されて殺されたという。インドでは、牛や象を用いて罪人を引きずり回した。

## 身体刑（肉刑）

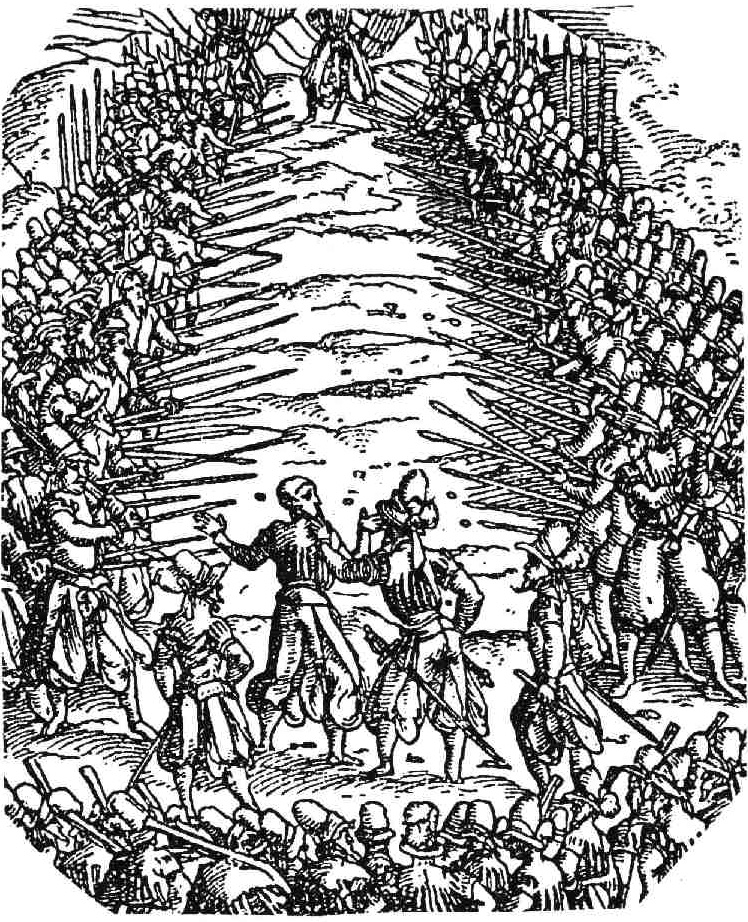
ガントレットの刑（ヨースト・アンマン画、1525年）

身体刑は、受刑者の身体の一部を傷つける刑罰である。現在ではあまり行われていないが、イラン・サウジアラビアなどイスラム教の原理主義の強いところではよく行われている。この中には、かつての日本で行われていたものもある。
敲刑
被刑者の体躯を杖や棒で叩く刑。ムチ打ち刑。古くから軽犯罪に対する刑として世界的に行われていた。中国や日本の律令制では比較的軽い「笞刑」とより過酷な「杖刑」に分かれていた。現代ではイスラム文化圏の国を中心に行われている。シンガポールでの例では、3回打たれただけで尻の皮は裂け、大変な苦痛が伴う。回数と打ち方によっては受刑者が死亡する場合もある。また、被刑者に重大な傷害を負わせたり、死亡させたりした場合は、執行人が罰せられることもあった。
ガントレットの刑

中世の西洋の軍隊・アメリカインディアンの社会・西部開拓時代の社会には、棒や鞭を持った兵隊らが二列に並び、その間を逃亡兵や罪人が歩かされ両側から殴られるというガントレットの刑罰があった。
黥刑（入れ墨刑）
被刑者の体躯（顔面もしくは上腕部が多い）に入れ墨を彫る刑。日本では『古事記』『日本書紀』にすでに見え、江戸時代にもポピュラーな刑罰であった。（関連項目: 英布）
烙印（焼印刑）
被刑者の体躯（顔面もしくは上腕部が多い）に烙印を押す刑。スティグマとも。
断指
被刑者の指を切る刑。偽証した罪人に行う。キリスト教では、宣誓者は神に指を立てて誓うからである。
刵刑（耳切り刑、フランス語：essorillrment）
軽犯罪に対して行われていた。
初犯に対してはまず左耳を切り落とす、当時は左耳が生殖器と関係していると考えられていたため、犯罪可能性のある血筋を絶やす目的で行われていた。
再犯の場合には右耳を切り落とされた。
フランスでは実際に耳を切り落とす仕事は死刑執行人が行っていた。
死刑執行人サンソンはこのような罪人に対して切り落とした後に丁寧に治療を行っていたと伝えられている。
劓刑（はなそぎ刑）
被刑者の鼻を削ぐ刑。中国では殷王朝から記録が見られる。おもに逃亡奴隷に対して再犯を防ぐため行われた。また姦通罪にも適用例がある。中世の日本では、女性に対する死刑の代替となった。アイヌ民族の間でも姦通を犯した者に執行された。
抉眼
目玉を抉り取る刑。古代に神殿や宮殿等への不法侵入に対して行われた例がある。姦通罪にも適用例がある（ただし女性のみ）。サウジアラビアではポルノなどを観覧した人が執行されたという。
宮刑
男性器を去勢する刑。「腐刑」ともいう。文化圏によって、睾丸だけを除去する例と陰茎陰嚢を含めて全陰部を切断する例がある。朝鮮の宮刑は前者、中国の宮刑は後者で、中東には古くから両方がある。古代中国では女性への執行についても規定があったが、詳細が不明で、陰部を閉鎖するという説と本人を監禁するという説とがある。
臏刑
被刑者の足／脚を切り落とす刑。古代中国では逃亡罪の他、偽証罪にもあてられ、公事についての偽証は右足、私事についての偽証（もしくは再犯）は左足を切断した。臏刑は別名「刖刑」、「剕刑」ともいうが、いずれも脚そのものを切断する刑だけでなく、膝蓋骨を取り去って歩行不能にする刑、アキレス腱を断ち切る刑の３種類の意味があり、文字の使い分けは時代によって異なる。アキレス腱を断ち切る刑を受けた者は「踊」というブーツ状の特殊な履物を履けば杖に頼らず歩行可能であった。「臏」の月偏を骨偏にかえた文字が膝蓋骨をさすことから本来は「臏」が膝蓋骨を抜く刑で、非は上下または左右にわける意（「扉」など）があることから「剕」が脚そのものの切断刑またはアキレス腱の切断といい、「刖」の「月」は「欠」と同語源であることから、膝蓋骨の欠損もしくは脚そのものの欠損をさしたと思われるが、早くから混用され、殷以前の伝説時代について書かれた『書経』（戦国時代に成立）の中で、すでに「臏」と「剕」は切断刑をさす場合と膝蓋骨を抜く刑をさす場合とがあり、戦国時代の「剕」には、脚そのものを切断する刑とアキレス腱を断ち切る刑の両方の意味があった。（関連項目: 孫臏）
断腕
「断手」ともいう。被刑者の手／腕を切る刑。窃盗に対する罰として行われることが多い。窃盗等の計画犯には右腕（利き腕）を、傷害・暴力等の衝動犯罪には左腕をという規定もあった。イスラム法にも規定があり、イスラム教国では現在も執行されている。
四解
四肢をすべて切断する刑。「支解」ともいう。
舌切り
　宗教家相手の弾圧に見られ、西洋では表信者・聖マクシモス、日本では日親に行われた。神話・伝説上においても、ギリシア神話のピロメーラーが舌を切られ、日本では閻魔大王が舌を抜くと認識された（浄玻璃鏡）。

## 自由刑

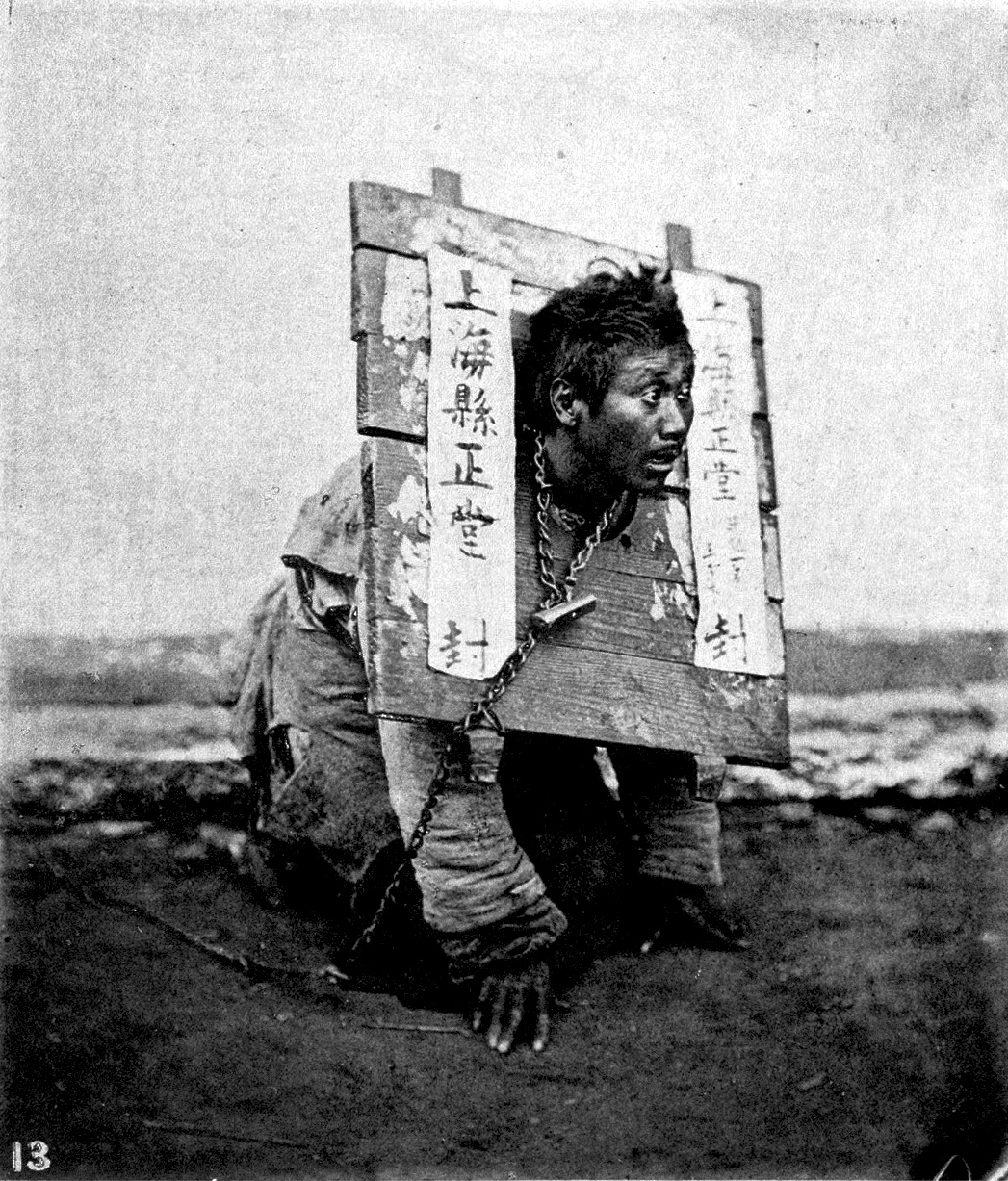
木枷

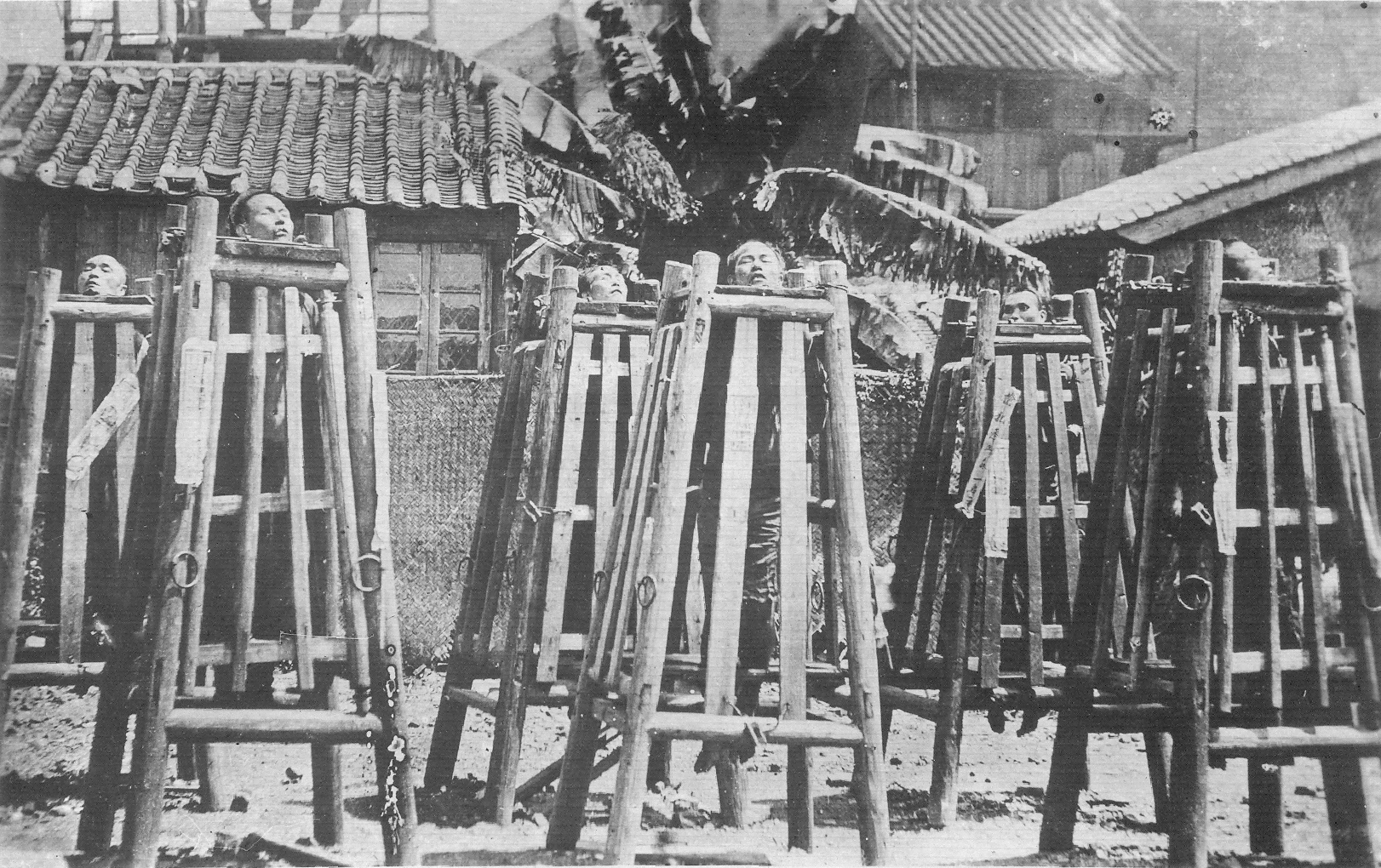
站籠

自由刑は、受刑者の行動の自由を奪う刑罰である。

### 現代日本および諸外国の刑罰
- 懲役刑
  - 有期
  - 無期
- 禁錮刑
  - 有期
  - 無期
- 拘留刑

### 諸外国にのみ存在する刑罰
- 終身刑（絶対的終身刑）
- 夜間のみの拘束
- 自宅軟禁

### 過去存在した刑罰
木枷
中国で用いられた首に枷を付ける刑罰。枷鎖やCangue（en:Cangue）ともいう。
站籠
中国で用いられた刑罰の一種。首を穴に入れ、足が地面に着かないように吊るし、首だけで体重を支えるようにする。立枷（zh:立枷）ともいう。
徒罪
かつての日本での刑罰。現在でいう懲役にあたるが、徒罪は1年以上3年以下の範囲で適用された。
- 入牢
- 閉門
- 蟄居
  - 永蟄居
- 押込
- 逼塞

## 名誉刑・恥辱刑

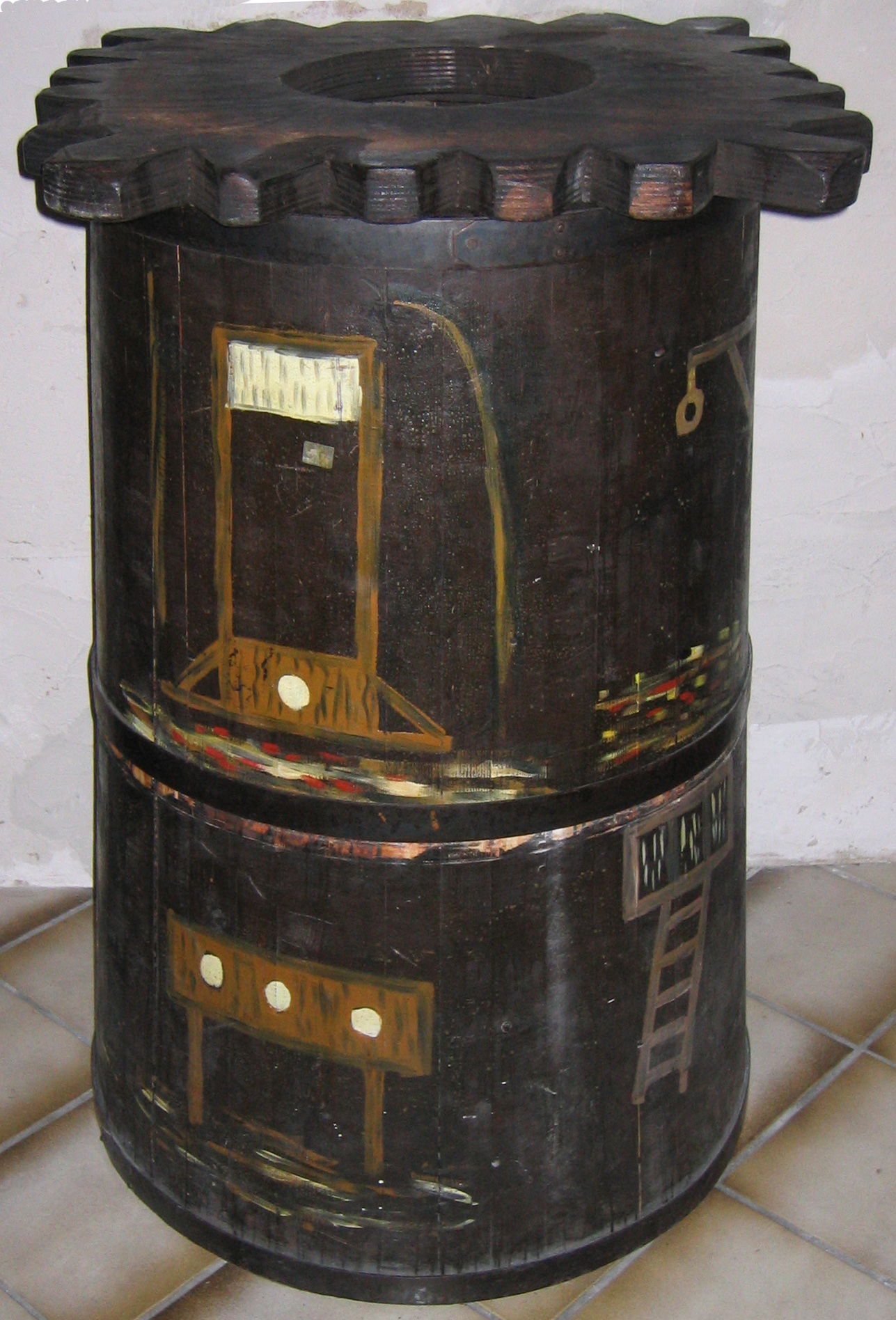
「恥辱の樽」のひとつ。ここから頭と足だけ出した姿で広場に立たされる

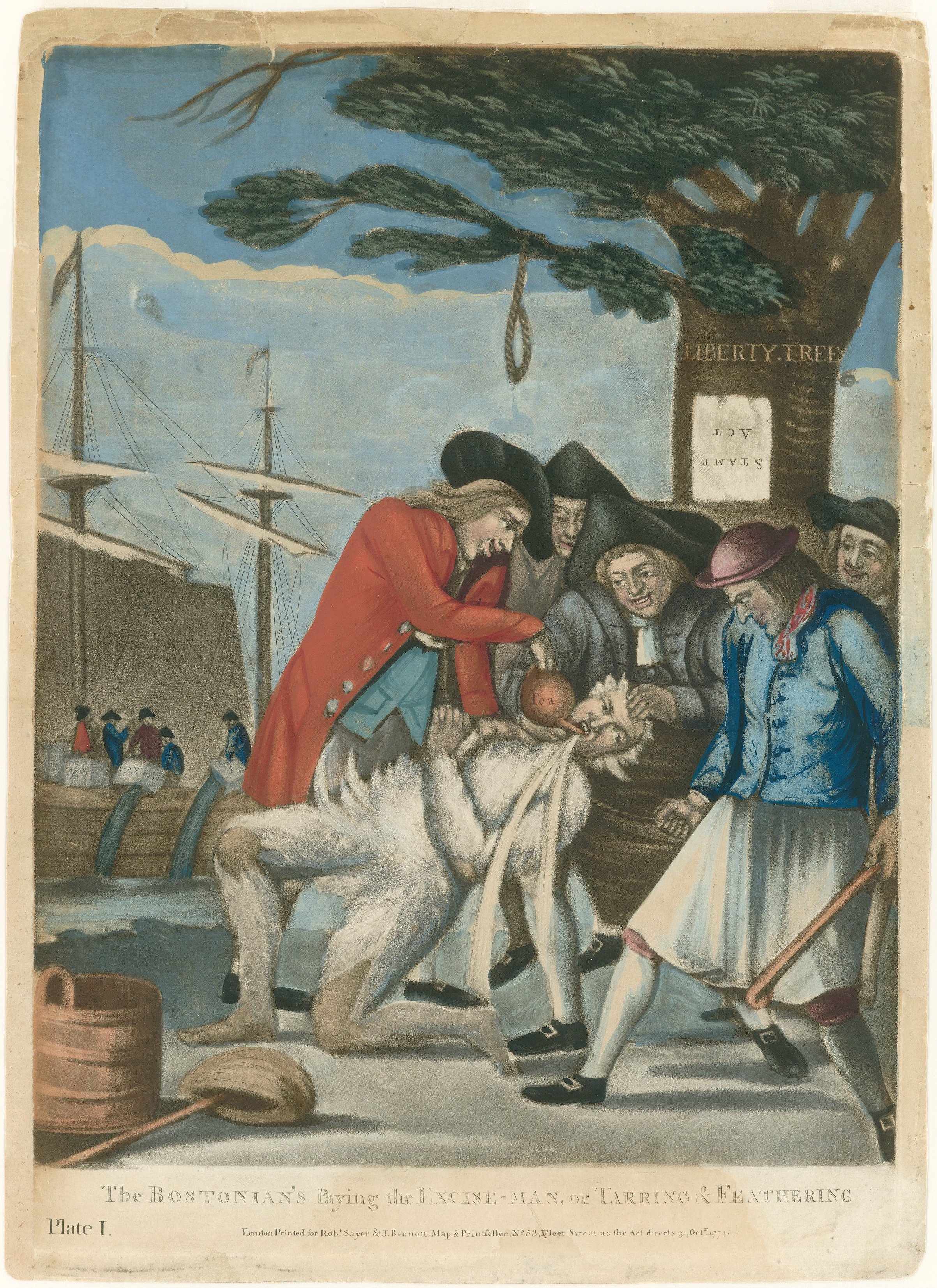
「タール羽の刑」（1774年）

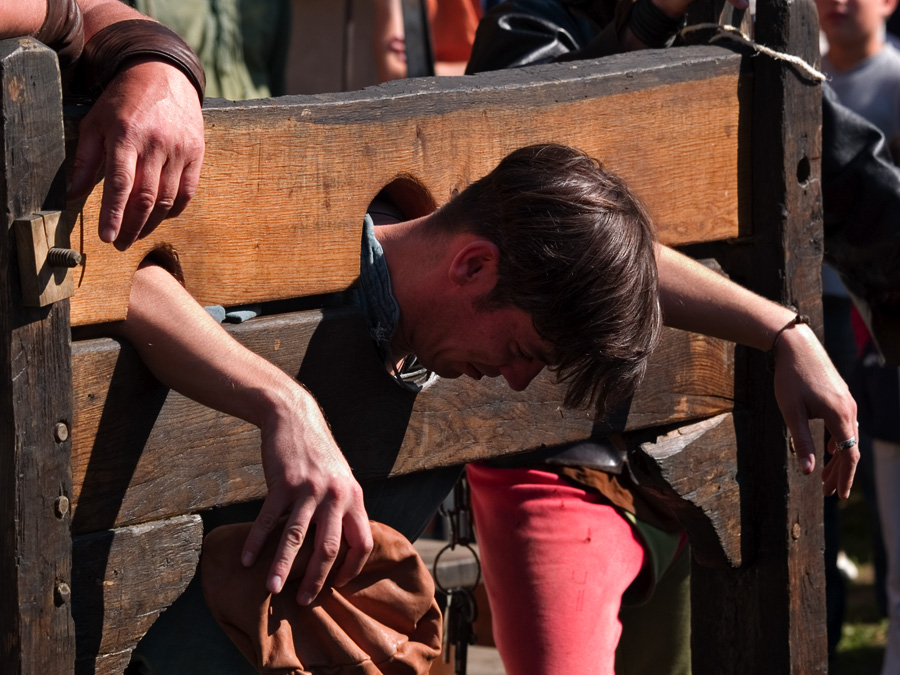
「晒し台」

肉体的な苦痛ではなく、名誉を剥奪する/傷つけるまたは恥辱を与えるなど精神的苦痛を与えることを目的とする刑罰の一種で近代まで行われていた。現代では実施している国は無い。
中世から近代にかけ、ヨーロッパで広く行われた晒し刑。単独で成立する。共同体のルールを犯した者を、町の広場のさらし台に縛り付け、それぞれの罪を象徴する「恥辱の仮面」や「恥辱の帽子」、「恥辱のマント」といったアイテムを着けて一定期間晒し者にし、市民の嘲笑を受けさせたもの。頭と足だけ出して身体を樽で密封する「恥辱の樽」というものもあった。この「恥辱の樽」はのちに手を加えられ、「鉄の処女」として見世物にされた。
同業組合の規定を破った親方などは、広場で鳥かご状の檻に閉じ込めて建物などから肥桶の上に吊るし、空腹に耐えかねて自分から肥桶に落ちるまで晒し者にした。
また、手かせ足かせを着けて、単純に晒し者にする方法もとられた。
- 懲罰椅子。

- タール羽の刑。近世ヨーロッパやアメリカで暴徒やコミュニティが行っていた私刑。標的の身体に木タールを塗った上から羽毛をつけ、晒し者にする。アメリカでは西部開拓時代の辺境地でも見られた。

## 財産刑
財産刑は、受刑者の財産を没収する刑罰である。
- 罰金刑
- 科料刑
- 没収
- 闕所

## 追放刑
追放刑は、受刑者の居住地域を制限する刑罰である。
流刑
被刑者を辺地や離島に追放する刑。日本の遠島や旧ソ連のシベリア収容所など。
所払い
被刑者を特定の都市・場所から追放する刑。中世ヨーロッパでは、共同体から森の中へ追放された罪人は「狼人間」と呼ばれ、故人として社会から抹殺された。アイヌは、罪人のアキレス腱を切断して原野に追放した。
ガレー船送り
18世紀ドイツで行われた。罪人を追放し、ガレー船の漕ぎ手として強制労働させる。経費がかかりすぎるのと効果が余りあがらなかったことで、数年間しか続かなかった。

## 身分刑
非人手下（ひにんてか）
日本において江戸時代に科せられていた、被刑者を非人という身分に落とす刑罰。(1)姉妹伯母姪と密通した者、(2)男女心中（相対死）で、女が生き残った時はその女、また両人存命の場合は両人とも、(3)主人と下女の心中で、主人が生き残った場合の主人、(4)三笠附句拾い（博奕の一種）をした者、(5)取退無尽（とりのきむじん）札売の者、(6)15歳以下の無宿（子供）で小盗をした者などが科せられた。
この非人という身分は、徳川時代に、病気や困窮などにより年貢未納となった者が、村の人別帳を離れて都市部に流入・流浪することにより発生したものと（野非人）、幕藩権力がこれを取り締まるために一定の区域に居住させ、野非人の排除や下級警察役等を担わせたもの（抱非人）に大別される。地域によって、その役や他の賎民との関係には差異があるが、特に江戸においては非常に下の身分とされ、穢多頭弾左衛門の支配を受けた。市中引き回しの際に刺又や袖搦といった武器を持って囚人の周りを固めるのが彼ら非人の役割であった。当時の斬首刑を描いた図には、非人が斬首刑を受ける囚人を押さえつけ、首切り役の同心が腕まくりをして刀を振りかぶっているような図が見える。
なお、従来の研究では、非人は「士農工商穢多非人」の最下位に位置づけられることから、最も賎しい存在とされ、非人手下という刑の凄惨ぶりが強調されてきたが、非人と平人とは人別帳の区分の差異であること、非人は平人に復することができたことなどから、極刑を軽減するためにとられた措置であるという見方もある。
奴（やっこ）
日本において江戸時代に科せられていた、女性を人別帳から除き、個人に下げ渡し一種の奴隷身分とする刑罰。引取りを希望するものがあれば下げ渡し、多くは新吉原などの娼婦として使役された。古くは、売春を行った者や窃盗を行った者、その他夫や父親の犯罪の縁座により奴刑に処せられた例が多数見られたが、公事方御定書において、関所を男に従って抜けようとした者にこの刑が課せられる旨の規定がなされるのみとなった。なお、引き取り手がいない場合は、牢内の使役に使われた。

## そのほか
手鎖（てぐさり）
江戸期日本で行われた刑罰の一つ。
叱り（しかり）
江戸期日本で行われた刑罰の一つ。

## 付加刑

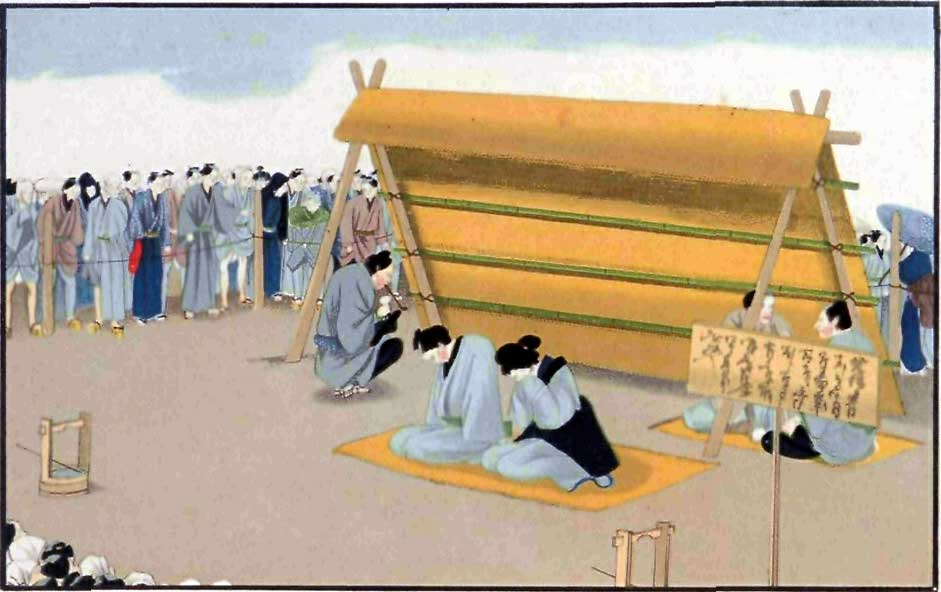
晒し、不義密通により公衆にさらされる男女『日本の礼儀と習慣のスケッチ』より、1867年出版

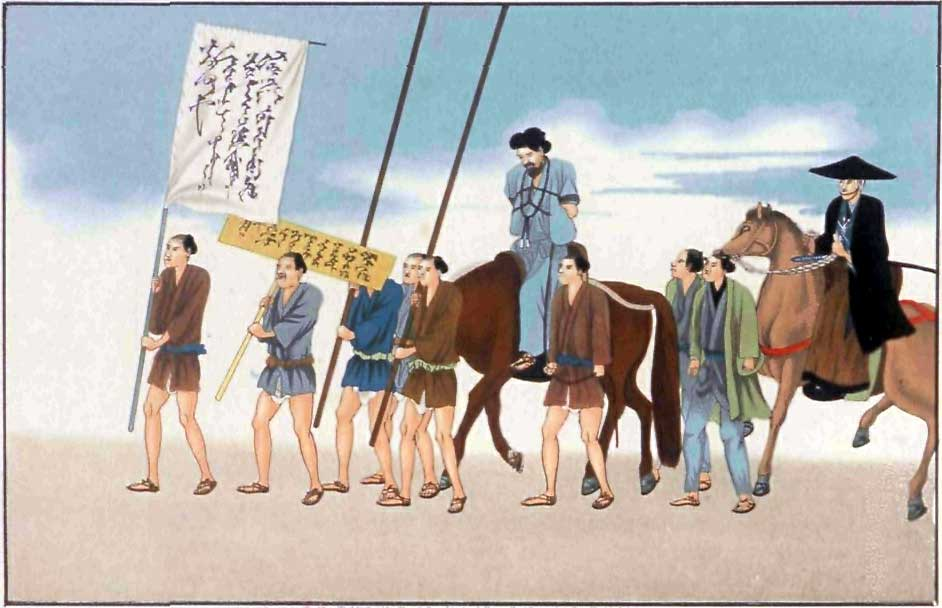
市中引き回し、『日本の礼儀と習慣のスケッチ』より、1867年出版

他の刑罰に付加される刑罰。単独では成立しない。
獄門（ごくもん）
江戸期日本の死罪の付加刑。
晒し（さらし）
人通りの多い場所に罪状を書いた高札などと共に長時間放置される刑罰。心中の未遂や生き残りの本来の刑罰は非人手下だが、その前に晒されるのが普通だった。
市中引き回し
江戸期日本の死罪以上の罪人に行われた付加刑で、罪人を馬に乗せ、罪状を書いた捨札などと共に刑場まで公開で連行していく。
時代劇で「市中引き回しの上打ち首獄門」などと言われる物である。
この刑は、強盗殺人を犯した者に対し適用された。
労働の付加
自由刑の付加刑で、囚人は苦役を義務付けられる。日本の佐渡金山送り、ヨーロッパのガレー船送りなどがある。また寄場送り（よせばおくり）も同様であるが、本来の人足寄場は無宿者の授産施設であり、犯罪者の更生を目指す施設としては世界で最も初期に作られたものである。その後、油絞りなどの重労働で作業ノルマが科せられるようになると苦役と変わらなくなった。
没収
日本でも適用されていて、日本では主刑の言い渡しに付加して科される刑罰である。

## 死者に対する刑罰
死後処刑
剖棺斬屍
既に死んだ人間を墓から掘り出して首を切る刑。